# Avlidna 2013
Detta är en lista över kända personer som har avlidit under 2013.

## Januari

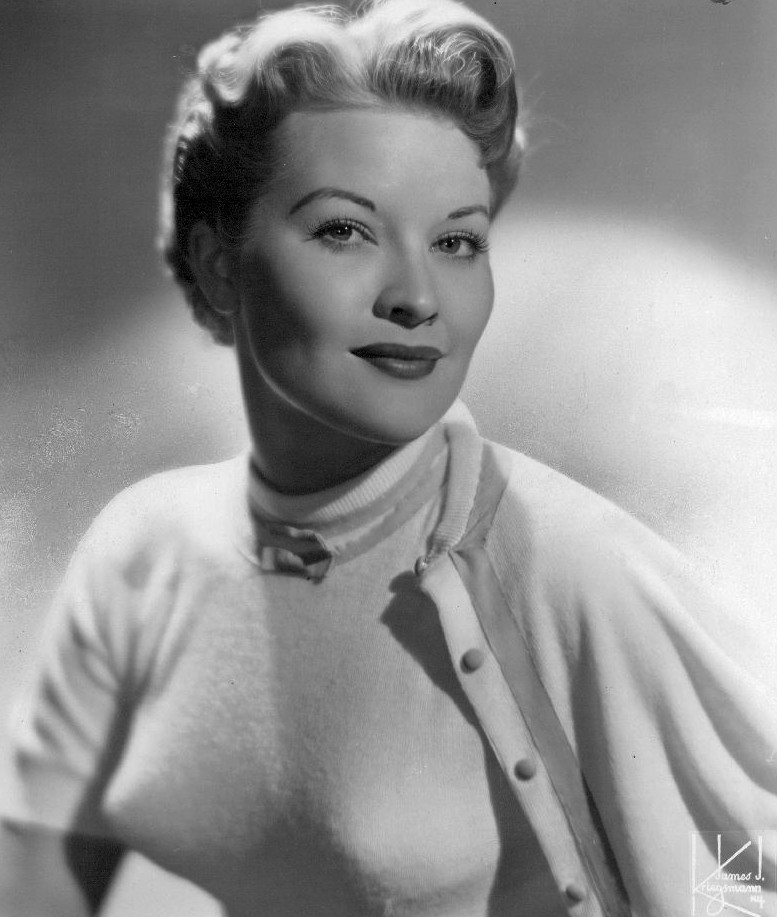
Den amerikanska sångaren och skådespelaren Patti Page avled 1 januari, 85 år gammal.

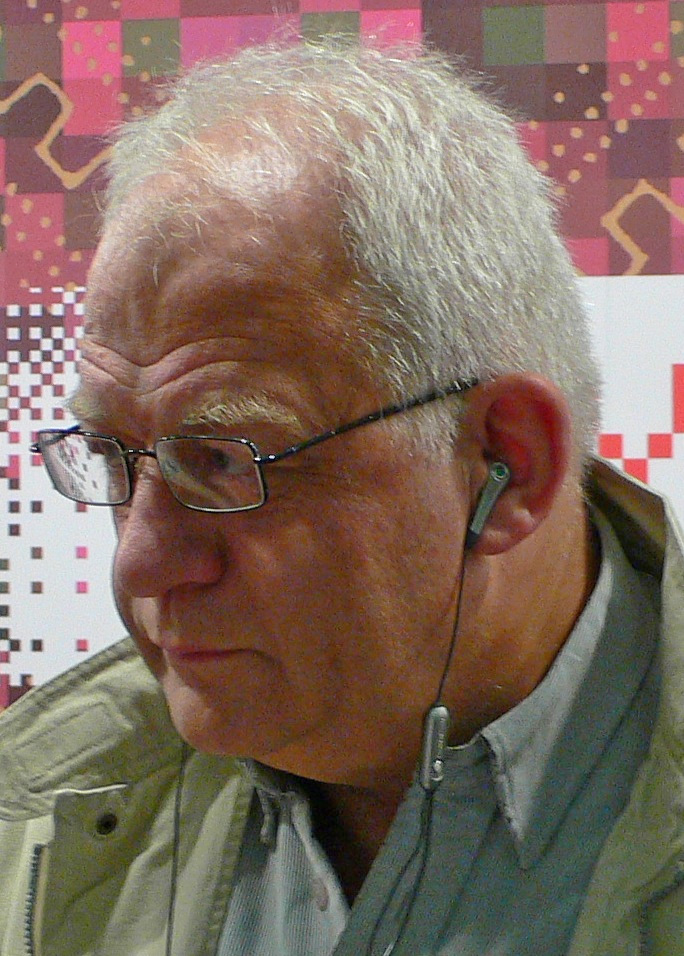
Den svenske socialarbetaren och debattören Anders Carlberg avled 5 januari, 69 år gammal.

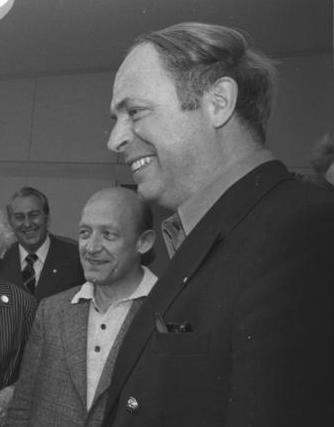
Den svenske politikern Lars Werner avled 11 januari, 77 år gammal.

- 1 januari – Patti Page, 85, amerikansk sångare och skådespelare.[1]
- 1 januari – Christopher Martin-Jenkins, 67, brittisk cricketjournalist (Test Match Special).[2]
- 2 januari – Bengt Rasin, 90, svensk sjöofficer.
- 3 januari – Sergiu Nicolaescu, 82, rumänsk filmregissör, skådespelare och politiker.[3]
- 3 januari – Preben Munthe, 90, norsk nationalekonom.[4]
- 4 januari – Birgitta Svanberg, 82, svensk litteraturvetare, svensklärare och feminist.
- 4 januari – Bengt "Cidden" Andersson, 64, svensk poet.
- 5 januari – Anders Carlberg, 69, svensk socialarbetare, debattör och politiker (Fryshuset).
- 5 januari – Lasse Björne, 86, svensk filmfotograf, son till Hugo Björne.
- 6 januari – Huell Howser, 67, amerikansk tv-journalist och programledare.
- 9 januari – Robert L. Rock, 85, amerikansk demokratisk politiker.
- 9 januari – James M. Buchanan, 93, amerikansk ekonom, pristagare i ekonomi till Alfred Nobels minne 1986.[5]
- 10 januari – Hansi Schwarz, 70, svensk musiker och festivalarrangör, grundare av Hootenanny Singers och Visfestivalen i Västervik.
- 10 januari – Cacka Israelsson, 83, svensk sångare och idrottsman.
- 11 januari – Lars Werner, 77, svensk politiker, partiledare för Vänsterpartiet kommunisterna/Vänsterpartiet 1975–1993, riksdagsledamot 1965–1994.[6]
- 11 januari – Aaron Swartz, 26, amerikansk dataprogrammerare och internetaktivist.[7]
- 14 januari – Conrad Bain, 89, amerikansk skådespelare.[8]
- 15 januari – Nagisa Oshima, 80, japansk filmregissör och manusförfattare.[9]
- 16 januari – Jevdokia Meksjilo, 81, rysk längdskidåkare.[10]
- 16 januari – Sten K. Johnson, 67, svensk entreprenör och industriman.[11]
- 16 januari – Noé Hernández, 34, mexikansk friidrottare (gång).[12]
- 19 januari – Andrée Putman, 87, fransk formgivare och inredare.[13]
- 19 januari – Bengt Ohlson, 81, svensk riksspelman.[14]
- 19 januari – Taihō Kōki, 72, japansk sumobrottare.[15]
- 20 januari – Fred Williams, 86, brittisk (walesisk) speedwayförare.[16]
- 20 januari – Maurice Karkoff, 85, svensk tonsättare.
- 21 januari – Michael Winner, 77, brittisk filmregissör (Death Wish) och producent.[17]
- 23 januari – Józef Glemp, 83, polsk kardinal, Warszawas ärkebiskop 1981–2006.[18]
- 25 januari – Aase Nordmo Løvberg, 89, norsk operasångare.[19]
- 27 januari – Acer Nethercott, 35, brittisk roddare, silvermedaljör vid OS i Peking 2008.[20]
- 27 januari – Agneta Lagerfeldt, 93, svensk skådespelare.
- 28 januari – Benedict Zilliacus, 92, finländsk (finlandssvensk) journalist och författare.[21]
- 30 januari – Patty Andrews, 94, amerikansk sångare och den sista överlevande medlemmen av The Andrews Sisters.[22]
- 31 januari – Sanna Redsäter, 25, svensk dokusåpakändis, deltagare i Big Brother 2011.[23]

## Februari

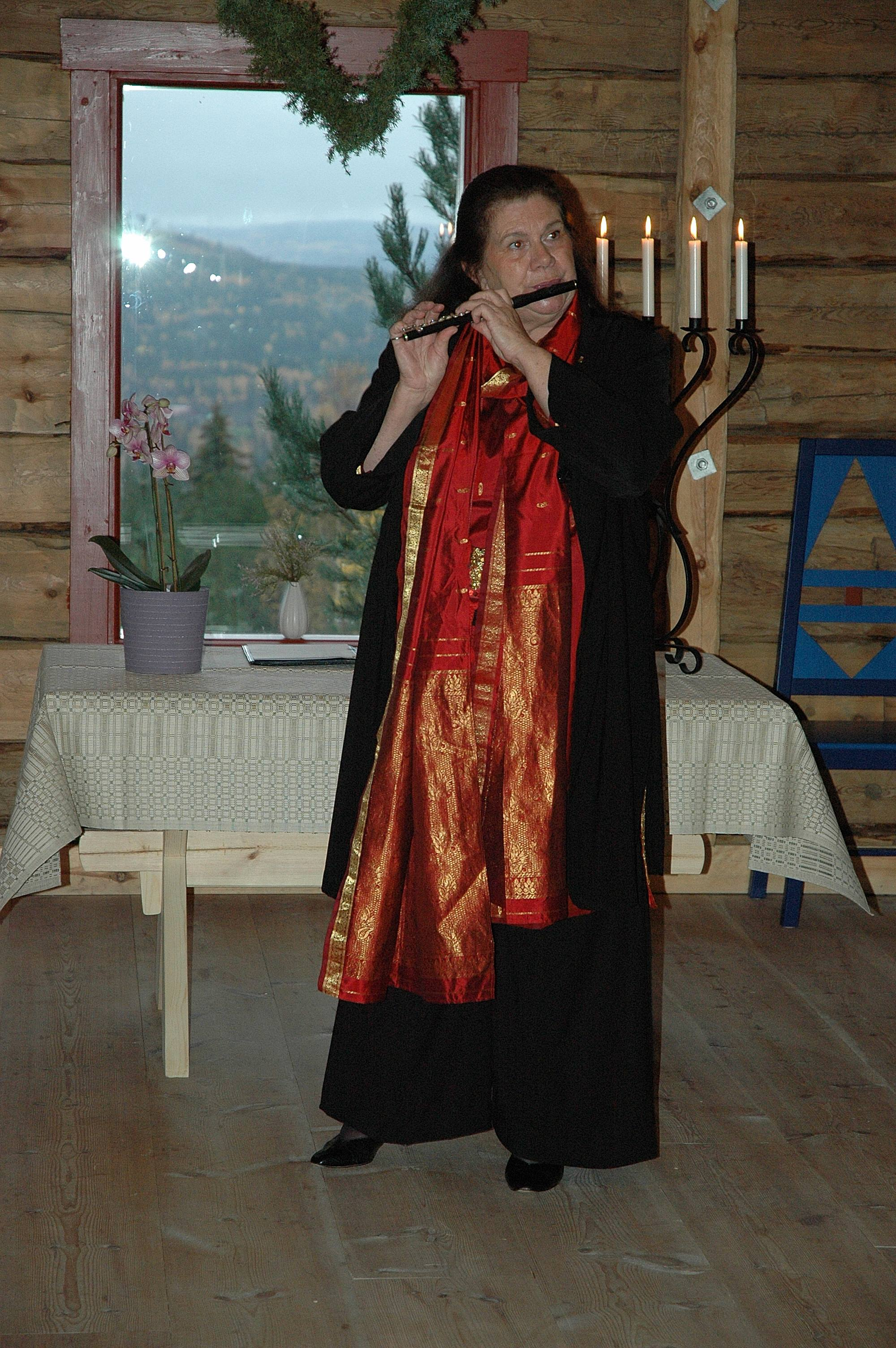
Den svenska flöjtisten och musikchefen Gunilla von Bahr avled 5 februari, 71 år gammal.

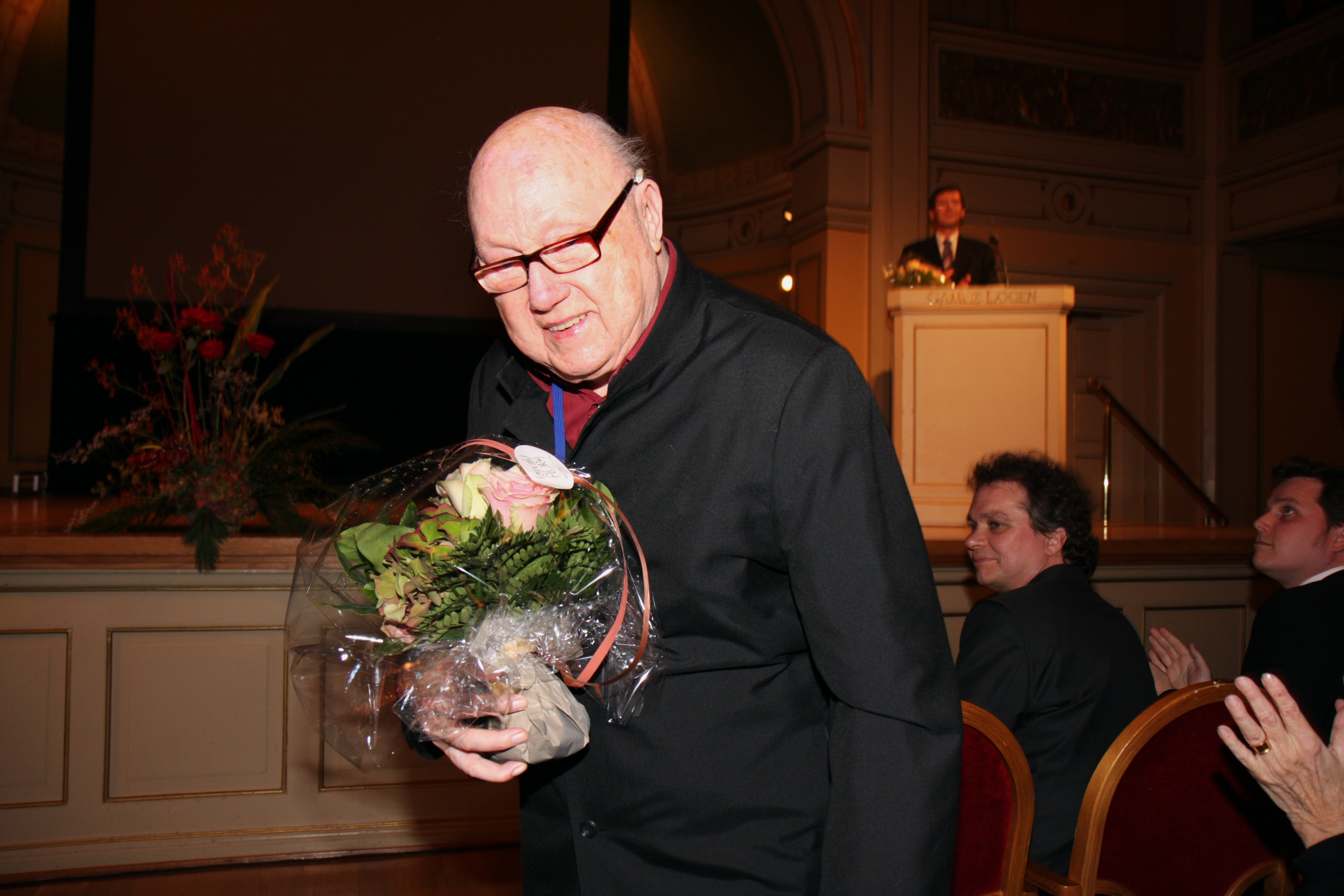
Den svenske dirigenten Eric Ericson avled 16 februari, 94 år gammal.

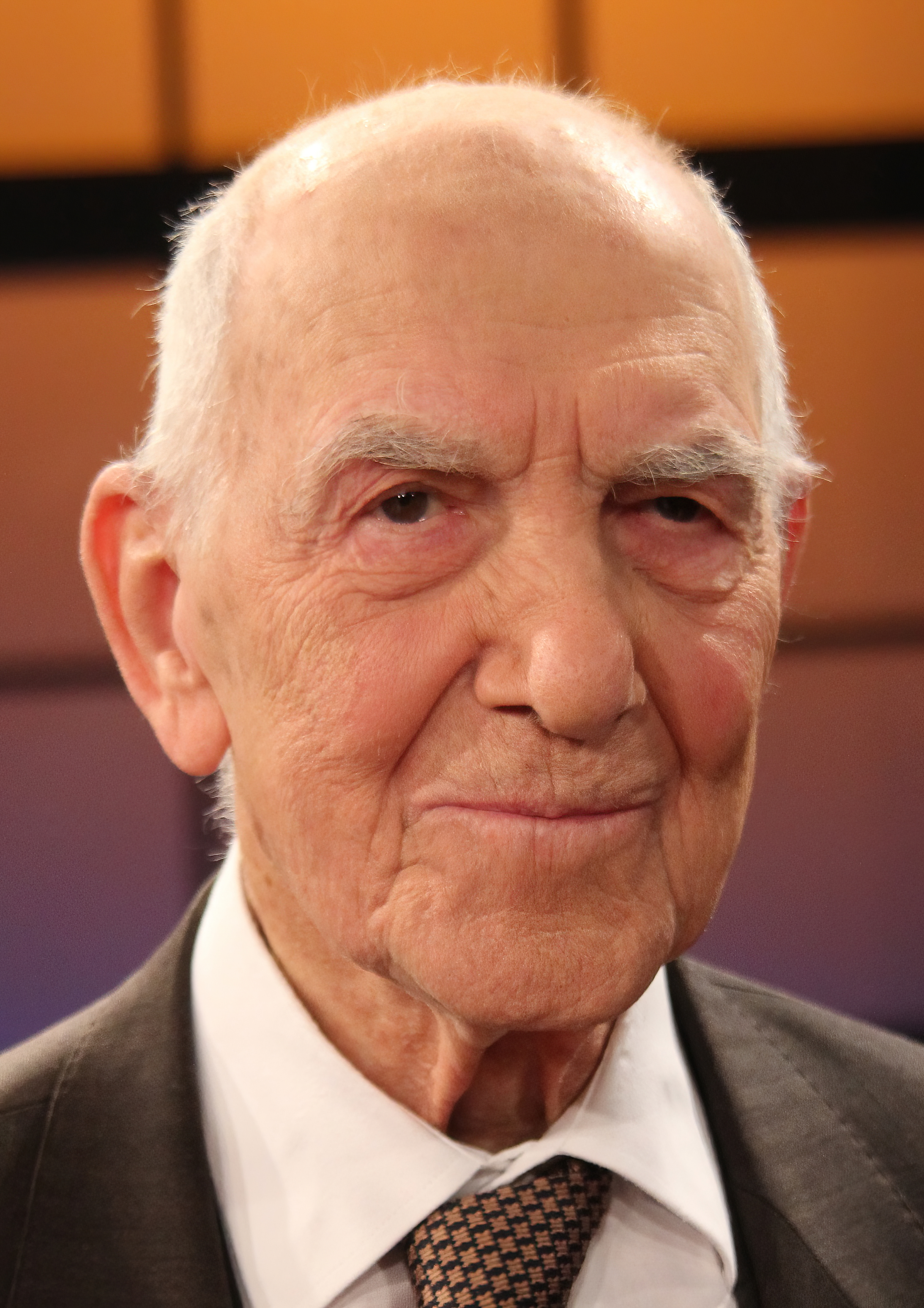
Den franske diplomaten Stéphane Hessel avled 26 februari, 95 år gammal.

- 1 februari – Curt Johansson, 94, svensk militär.[24]
- 1 februari – Cecil Womack, 65, amerikansk musiker och låtskrivare, bror till Bobby Womack.[25]
- 1 februari – Ed Koch, 88, amerikansk demokratisk politiker, New Yorks borgmästare 1978–1989.[26]
- 2 februari – Sten Mattsson, 84, svensk skådespelare.
- 2 februari – Ulf von Zweigbergk, 86, svensk konstnär och skådespelare.[27]
- 3 februari – Arpad Miklos, 45, ungersk-amerikansk porrskådespelare.[28]
- 3 februari – Peter Gilmore, 81, brittisk skådespelare (Onedinlinjen).[29]
- 4 februari – Bror Jacques de Wærn, 85, svensk heraldiker.
- 4 februari – Reg Presley, 71, brittisk sångare och låtskrivare (The Troggs).[30]
- 5 februari – Viveka Heyman, 93, svensk journalist och författare
- 5 februari – Egil Hovland, 88, norsk kompositör, organist och körledare.[31]
- 5 februari – Gunilla von Bahr, 71, svensk flöjtist och musikchef.
- 6 februari – Chokri Belaïd, 48, tunisisk oppositionspolitiker och advokat.
- 8 februari – Kjell Hjertsson, 90, svensk fotbollsspelare.[32]
- 8 februari – James DePreist, 76, amerikansk dirigent.[33]
- 9 februari – Gunnel Granlid, 80, svensk journalist.[34]
- 9 februari – Richard Artschwager, 89, amerikansk målare och skulptör.[35]
- 10 februari – Claes Sylwander, 88, svensk skådespelare, regissör och scenograf.[36]
- 11 februari – Rick Huxley, 72, brittisk musiker, medlem i The Dave Clark Five.[37]
- 13 februari – Anders Hellner, 73, svensk journalist och programledare.
- 14 februari – Reeva Steenkamp, 29, sydafrikansk fotomodell, mördad.[38]
- 14 februari – Ronald Dworkin, 81, amerikansk rättsfilosof och konstitutionell jurist.[39]
- 16 februari – Udo Undeutsch, 95, tysk psykolog.
- 16 februari – Tony Sheridan, 72, brittisk rockmusiker.[40]
- 16 februari – Eric Ericson, 94, svensk dirigent och körledare.
- 17 februari – Richard Briers, 79, brittisk skådespelare.[41]
- 18 februari – Otfried Preußler, 89, tysk barnboksförfattare.[42]
- 19 februari – Robert C. Richardson, 75, amerikansk fysiker, nobelpristagare i fysik 1996.[43]
- 19 februari – Hans Ernback, 70, svensk skådespelare och regissör.
- 19 februari – Eva Bergh, 86, norsk skådespelare.[44]
- 19 februari – Armen Alchian, 98, amerikansk nationalekonom.[45]
- 21 februari – Algot Niklasson, 85, svensk evangelist och författare.
- 21 februari – Hasse Jeppson, 87, svensk fotbollsspelare.
- 21 februari – Morris Holt (Magic Slim), 75, amerikansk bluesartist.[46]
- 22 februari – Torsten Eckerman, 67, svensk musiker.
- 23 februari – Maurice Rosy, 85, belgisk serietecknare.[47]
- 24 februari – Valborg Segerhjelm, 91, svensk översättare och illustratör.
- 24 februari – Dave Charlton, 76, sydafrikansk racerförare.[48]
- 24 februari – Ingrid Backlin, 92, svensk skådespelare.
- 25 februari – Allan Calhamer, 81, amerikansk spelkonstruktör.[49]
- 26 februari – Marie-Claire Alain, 86, fransk organist.[50]
- 27 februari – Imants Ziedonis, 79, lettisk poet.[51]
- 27 februari – Dale Robertson, 89, amerikansk skådespelare.[52]
- 27 februari – Stéphane Hessel, 95, fransk diplomat, politiker och författare.
- 27 februari – Ramon Dekkers, 43, nederländsk kickboxare.
- 27 februari – Van Cliburn, 78, amerikansk pianist.[53]
- 28 februari – Armando Travajoli, 95, italiensk film- och tv-kompositör.[54]
- 28 februari – Donald A. Glaser, 86, amerikansk fysiker och neurobiolog, nobelpristagare i fysik 1960.[55]

## Mars

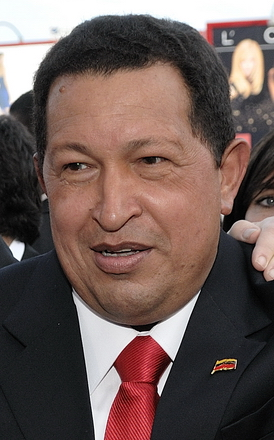
Den venezuleanske presidenten Hugo Chávez avled 5 mars, 58 år gammal.

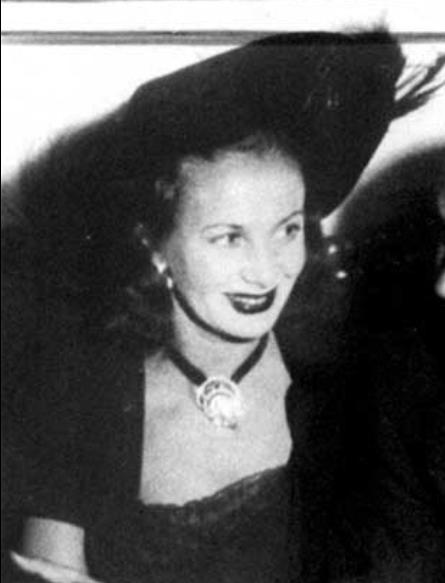
Den svenska prinsessan Lilian avled 10 mars, 97 år gammal.

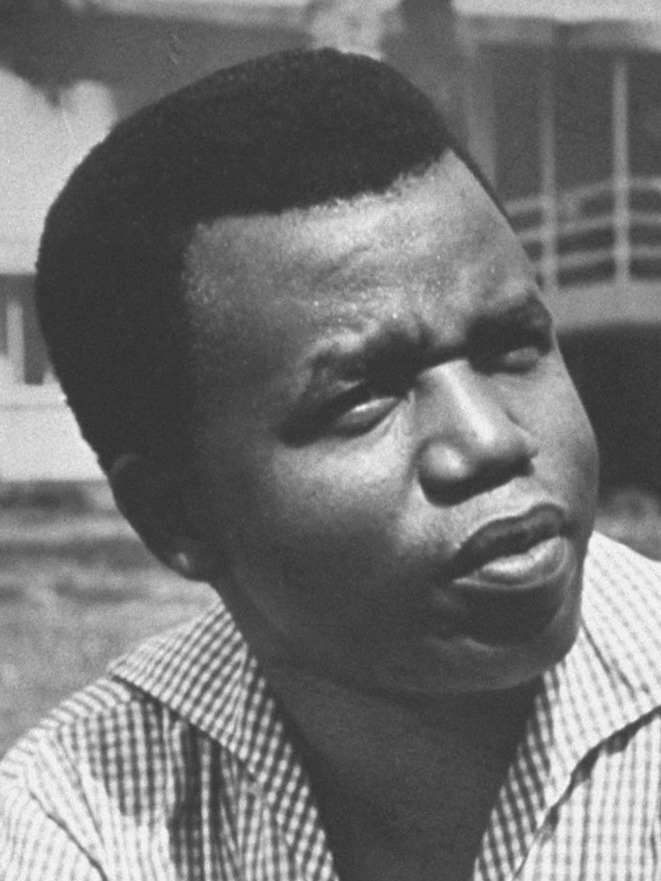
Den nigerianske författaren Chinua Achebe avled 21 mars, 82 år gammal.

- 1 mars – Sonja Martinsson, 79, svensk sångare i trion Göingeflickorna.
- 2 mars – Mokhtar Belmokhtar, 40, algerisk militant islamistisk ledare (Al-Qaida i Islamiska Maghreb) och den förmodade hjärnan bakom attacken mot gasanläggningen i algeriska In Amenas i januari 2013.[56]
- 3 mars – Luis Cubilla, 72, uruguayansk fotbollsspelare.[57]
- 4 mars – Bertil Hansson, 94, svensk folkpartistisk politiker, före detta kommunminister.
- 4 mars – Damiano Damiani, 90, italiensk filmregissör och manusförfattare.[58]
- 5 mars – Dieter Pfaff, 65, tysk skådespelare.[59]
- 5 mars – Hugo Chávez, 58, venezuelansk president sedan 1999.[60]
- 6 mars – Alvin Lee, 68, brittisk gitarrist (Ten Years After).[61]
- 6 mars – Sabine Bischoff, 54, tysk fäktare.[62]
- 7 mars – Claude King, 90, amerikansk countrysångare och låtskrivare.[63]
- 7 mars – Kenny Ball, 82, brittisk jazztrumpetare.[64]
- 9 mars – Max Jakobson, 89, finländsk journalist, diplomat, politiker och författare.[65]
- 9 mars – Rune Carlsson, 72, svensk jazzmusiker och trummis.
- 10 mars – Prinsessan Lilian, 97, svensk prinsessa.[66]
- 11 mars – Kai Laitinen, 88, finländsk litteraturkritiker.[67]
- 12 mars – Clive Burr, 56, brittisk rocktrummis (Iron Maiden).[68]
- 13 mars – Stig Torstensson, 79, svensk skådespelare.
- 13 mars – Gunnel Norrö, 62, svensk författare och föreläsare.
- 13 mars – Bo Trankell, 70, svensk konstnär.[69]
- 14 mars – Malachi Throne, 84, amerikansk skådespelare.[70]
- 14 mars – Ieng Sary, 87, kambodjansk röda khmer-politiker, före detta utrikesminister.[71]
- 14 mars – Mirja Hietamies, 82, finländsk längdskidåkare.[72]
- 16 mars – Frank Thornton, 92, brittisk skådespelare.[73]
- 16 mars – Jason Molina, 39, amerikansk sångare och låtskrivare.[74]
- 19 mars – Harry Reems, 65, amerikansk tidigare porrskådespelare.[75]
- 19 mars – David Parland ("Blackmoon"), 42, svensk black metal-gitarrist (Dark Funeral, etc).[76]
- 19 mars – Holger Juul Hansen, 88, dansk skådespelare (Matador).[77]
- 20 mars – Stefano Simoncelli, 66, italiensk fäktare.[78]
- 20 mars – Zillur Rahman, 84, bangladeshisk president sedan 2009.[79]
- 21 mars – Pietro Mennea, 60, italiensk kortdistanslöpare.[80]
- 21 mars – Chinua Achebe, 82, nigeriansk författare.[81]
- 22 mars – Bebo Valdés, 94, kubansk pianist, kompositör och orkesterledare.[82]
- 23 mars – Boris Berezovskij, 67, rysk affärsman och en av Rysslands så kallade oligarker.[83]
- 24 mars – Inge Lønning, 75, norsk teolog och politiker.[84]
- 25 mars – Ellen Einan, 81, norsk poet.[85]
- 26 mars – Wayne Fleming, 62, kanadensisk ishockeytränare, bland annat verksam i Sverige (Leksand) samt i NHL och i det kanadensiska landslaget.[86]
- 27 mars – Hjalmar Andersen, 90, norsk skridskoåkare, cyklist och roddare.[87]
- 28 mars – Richard Griffiths, 65, brittisk skådespelare (Harry Potter-filmerna, m m).[88]
- 28 mars – George E.P. Box, 93, brittisk statistiker.[89]

## April

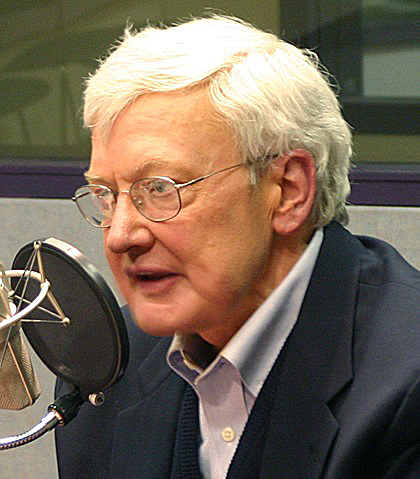
Den amerikanske filmkritiken Roger Ebert avled 4 april, 70 år gammal.

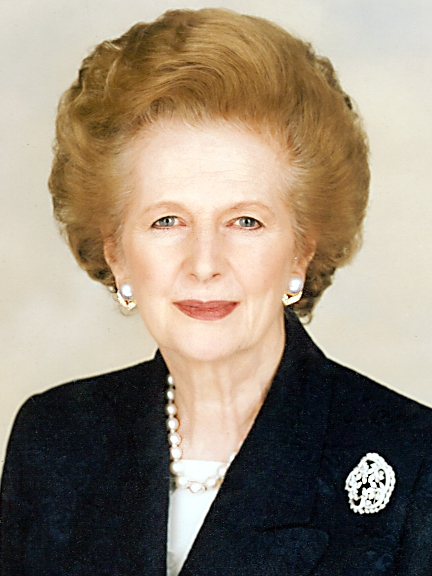
Den brittiska premiärministern Margaret Thatcher avled 8 april, 87 år gammal.

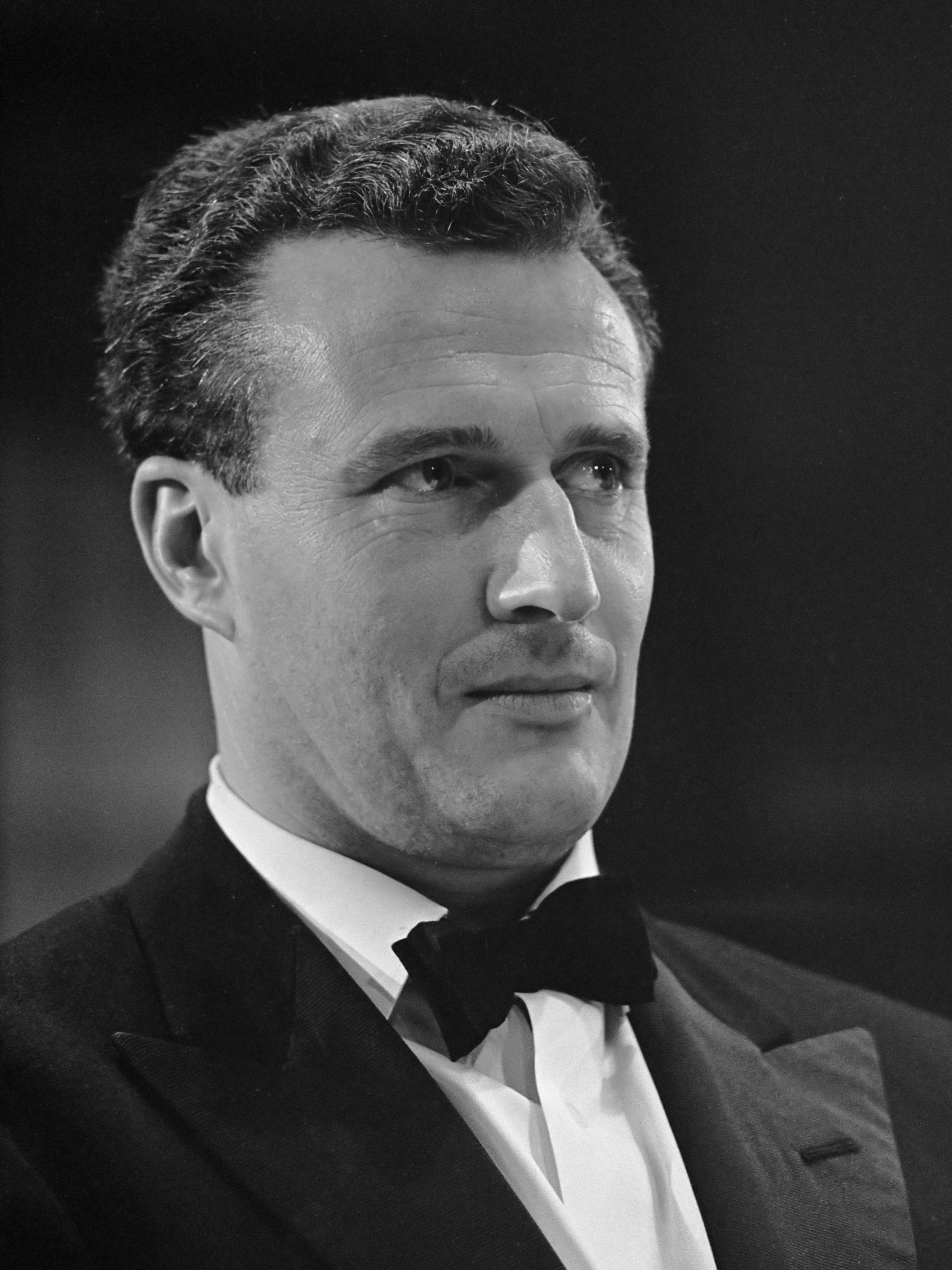
Den brittiske dirigenten Colin Davis avled 14 april, 85 år gammal.

- 1 april – Nicolae Martinescu, 73, rumänsk brottare.[90]
- 1 april – Moses Blah, 65, liberiansk politiker, president 2003.[91]
- 2 april – Milo O'Shea, 86, irländsk skådespelare (Durand Durand i Barbarella, etc).[92]
- 2 april – Jesús "Jess" Franco, 82, spansk filmregissör.[93]
- 2 april – Fred Othon Aristidès, 82, fransk serietecknare (Filemon).
- 3 april – Michael Lindén, 42, svensk försvarsadvokat.[94]
- 3 april – Ruth Prawer Jhabvala, 85, tyskfödd brittisk-amerikansk-indisk författare och manusförfattare (Ett rum med utsikt, etc).[95]
- 4 april – Carmine Infantino, 87, amerikansk serietecknare (Elongated Man).[96]
- 4 april – Roger Ebert, 70, amerikansk filmkritiker, den första filmkritiker som mottog Pulitzerpriset för kritik.[97]
- 4 april – Bengt Blomgren, 89, svensk skådespelare, regissör och manusförfattare.[98]
- 5 april – Bigas Luna, 67, spansk filmregissör. (Jamon, Jamon)[99]
- 5 april – Regina Bianchi, 92, italiensk skådespelare(Jesus från Nasaret).[100]
- 6 april – Elisabeth Palmstierna, 95, svensk hovmarskalk, prinsessan Lilians hovdam.[101]
- 7 april – Björn Lönnqvist ("Johnny Lonn"), 68, svensk humoristisk illusionist, konstnär, föreläsare och rekvisitör.[102]
- 8 april – Margaret Thatcher, 87, brittisk politiker, premiärminister 1979–1990.[103]
- 8 april – Annette Funicello, 70, amerikansk skådespelare och sångare.[104]
- 8 april – Richard Brooker, 58, brittisk-amerikansk stuntman och skådespelare (Jason Voorhees).[105]
- 9 april – Paolo Soleri, 93, italiensk arkitekt och stadsplanerare.[106]
- 9 april – Emilio Pericoli, 85, italiensk sångare.[107]
- 10 april – Robert Edwards, 87, brittisk fysiolog, nobelpristagare i fysiologi eller medicin 2010.[108]
- 11 april – Jonathan Winters, 87, amerikansk komiker och skådespelare.[109]
- 11 april – Angela Voigt, 61, tysk (östtysk) längdhoppare.[110]
- 11 april – Maria Tallchief, 88, amerikansk ballerina.[111]
- 13 april – Hilmar Myhra, 97, norsk backhoppare.[112]
- 13 april – Chi Cheng, 42, amerikansk basist (Deftones).[113]
- 14 april – Charlie Wilson, 70, amerikansk demokratisk politiker.[114]
- 14 april – Colin Davis, 85, brittisk dirigent.[115]
- 15 april – Richard LeParmentier, 66, amerikansk skådespelare (Stjärnornas krig).[116]
- 17 april – Sita Chan, 26, hongkongsk popsångare.[117]
- 17 april – Deanna Durbin, 91, kanadensisk skådespelare och sångare. [118][119] [120]
- 17 april – Thomas Anderberg, 57, svensk musik- och litteraturkritiker.[121]
- 18 april – Storm Thorgerson, 69, brittisk grafisk designer och fotograf (känd för skivomslag till Pink Floyd och Led Zeppelin).[122]
- 19 april – Al Neuharth, 89, amerikansk publicist, grundare av USA Today.[123]
- 19 april – Torsten Björklund, 89, svensk ingenjör, entreprenör och antikhandlare
- 19 april – Allan Arbus, 95, amerikansk skådespelare (M*A*S*H).[124]
- 19 april – Kenneth Appel, 80, amerikansk matematiker.[125]
- 20 april – Magnus Olsson, 64, svensk professionell havskappseglare.[126]
- 20 april – François Jacob, 92, fransk biolog, nobelpristagare i fysiologi eller medicin 1965.[127]
- 21 april – Pekka Dahlhöjd, 57, svensk stavhoppstränare.[128]
- 21 april – Chrissy Amphlett, 53, australisk skådespelare och sångare i popbandet Divinyls.[129]
- 22 april – Jacob Palmstierna, 78, svensk friherre och bankman.[130]
- 22 april – Richie Havens, 72, amerikansk folksångare och gitarrist.[131]
- 22 april – Vivi Bak, 73, dansk sångare och skådespelare.[132][133]
- 23 april – Mohammed Omar, c. 53, afghansk talibanledare.[134]
- 26 april – George Jones, 81, amerikansk countrysångare och låtskrivare.
- 26 april – William L. Guy, 93, amerikansk politiker, North Dakotas guvernör 1961–1973.[135]
- 26 april – Jacqueline Brookes, 82, amerikansk skådespelare.[136]
- 27 april – Aloysius Jin Luxian, 96, kinesisk katolsk prelat, biskop av Shanghai.[137]
- 28 april – János Starker, 88, ungersk-amerikansk cellist.[138]

## Maj

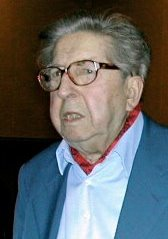
Den franske kompositören Henri Dutilleux avled 22 maj, 97 år gammal.

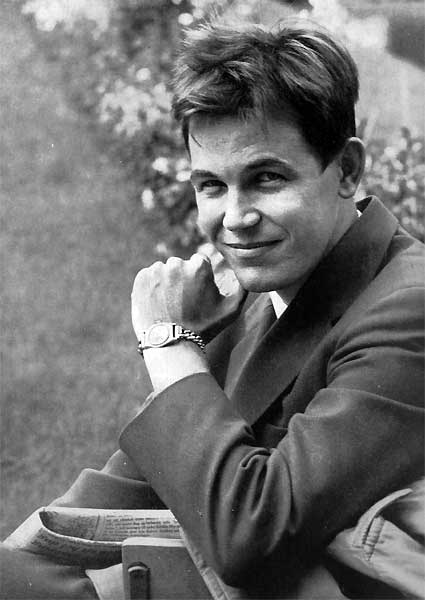
Den svenske författaren Folke Isaksson avled 25 maj, 85 år gammal.

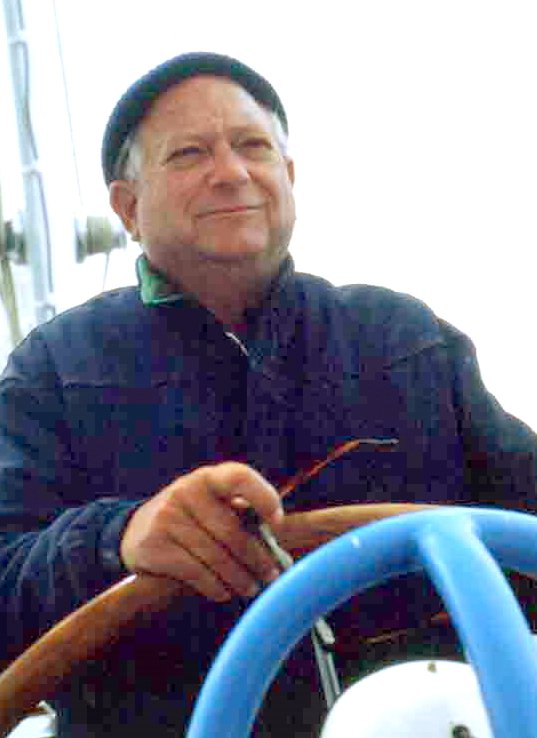
Den amerikanske författaren Jack Vance avled 26 maj, 96 år gammal.

- 1 maj – Chris "Mac Daddy" Kelly, 34, amerikansk hip hop-artist (Kris Kross).[139]
- 2 maj – Ivan Turina, 32, kroatisk fotbollsmålvakt (AIK Fotboll).[140]
- 2 maj – Jeff Hanneman, 49, amerikansk gitarrist (Slayer).[141]
- 4 maj – Christian de Duve, 95, belgisk biokemist, nobelpristagare i fysiologi eller medicin 1971.[142]
- 4 maj – Otis R. Bowen, 95, amerikansk politiker, Indianas guvernör 1973–1981, hälsovårdsminister 1985–1989.[143]
- 5 maj – Alan Arnell, 79, brittisk fotbollsspelare.[144]
- 6 maj – Bengt Lagerkvist, 86, svensk regissör, manusförfattare och författare.[145]
- 6 maj – Giulio Andreotti, 94, italiensk politiker, premiärminister 1972–1973, 1976–1979 och 1989–1992.[146]
- 7 maj – Karl-Erik Rignell, 95, svensk präst och språkvetare.[147]
- 7 maj – Bengt Nordlund, 76, svensk journalist och tv-programledare, Café Norrköping.[148]
- 7 maj – Ray Harryhausen, 92, amerikansk filmregissör, filmproducent och animatör.[149]
- 8 maj – Bryan Forbes, 86, brittisk regissör, skådespelare och författare.[150]
- 9 maj – Ottavio Missoni, 92, italiensk modeskapare och häcklöpare.[151]
- Exakt datum saknas – Andrew Simpson, 36, brittisk seglare.
- 11 maj – Uno Sandén, 89, svensk tonsättare, körledare och organist.
- 12 maj – Olaf B. Bjørnstad, 82, norsk backhoppare.[152]
- 13 maj – Joyce Brothers, 85, amerikansk psykolog, kolumnist och tv-personlighet.[153]
- 16 maj – Heinrich Rohrer, 79, schweizisk fysiker, nobelpristagare i fysik 1986.[154]
- 17 maj – Jorge Videla, 87, argentinsk general och politiker, president 1976–1981.[155]
- 17 maj – Ken Venturi, 82, amerikansk golfspelare.[156]
- 17 maj – Peter Schulz, 83, tysk politiker.[157]
- 17 maj – Philippe Gaumont, 40, fransk tävlingscyklist.[158]
- 18 maj – Ernst Klee, 71, tysk historiker, journalist och författare.[159]
- 18 maj – Steve Forrest, 87, amerikansk skådespelare.[160]
- 18 maj – Jo Benkow, 88, norsk politiker och författare.[161]
- 18 maj – Aleksej Balabanov, 54, rysk filmregissör och manusförfattare.[162]
- 18 maj – Helga Arendt, 49, tysk kortdistanslöpare.[163]
- 20 maj – Ray Manzarek, 74, amerikansk keyboardist, The Doors.[164]
- 20 maj – Kåge Jehrlander, 91, svensk operasångare. (SvD 25/5 2013)
- 20 maj – Anders Eliasson, 66, svensk tonsättare.[165]
- 21 maj – Trevor Bolder, 62, brittisk rockbasist, Uriah Heep.[166]
- 22 maj – Bror Hansson, 96, svensk ombudsman och socialdemokratisk kommunalpolitiker.
- 22 maj – Henri Dutilleux, 97, fransk kompositör.[167]
- 23 maj – Moritz av Hessen, 86, tysk prins och lantgreve, överhuvud för huset Hessen.[168]
- 24 maj – Stellan Hagmalm, 70, svensk excentriker och konspirationsteoretiker[169]
- 25 maj – Jimmy Wray, 75, brittisk (skotsk) politiker och tidigare parlamentsledamot.[170]
- 25 maj – Folke Isaksson, 85, svensk författare, översättare och litteraturkritiker.
- 26 maj – Jack Vance, 96, amerikansk fantasy- och science fiction-författare.[171]
- 26 maj – Otto Muehl, 87, österrikisk aktionskonstnär.[172]
- 29 maj – Per Kulling, 69, svensk läkare och medicinalråd.[173]
- 29 maj – Franca Rame, 83, italiensk skådespelare, dramatiker och politisk aktivist.[174]
- 31 maj – Jean Stapleton, 90, amerikansk skådespelare.[175]

## Juni

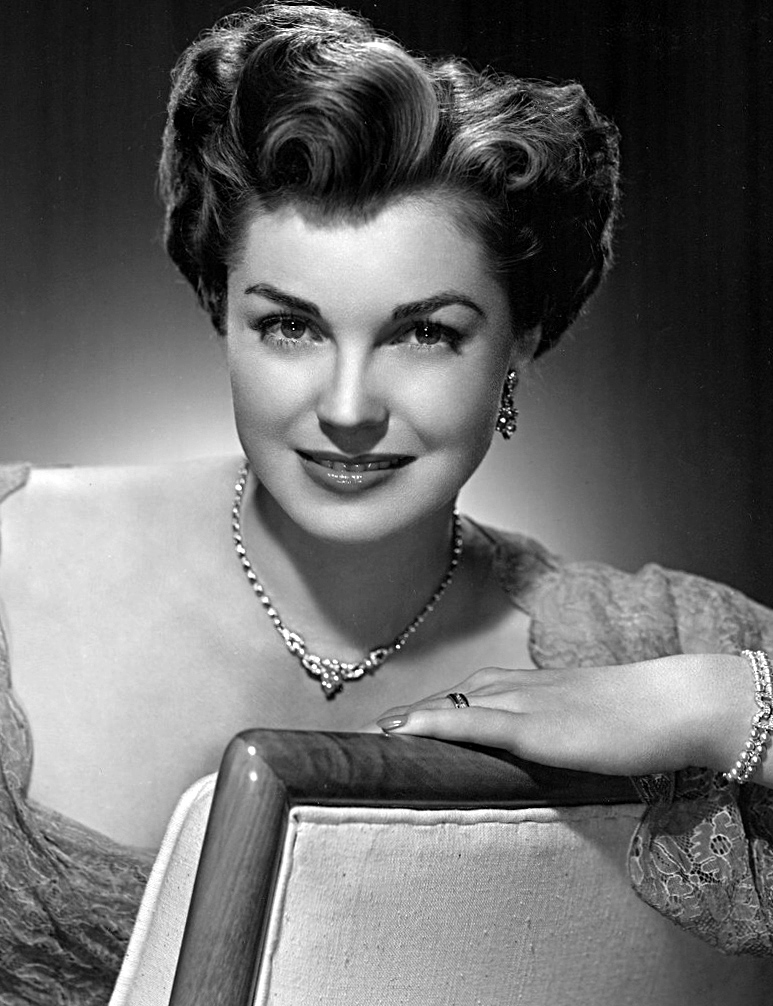
Den amerikanska skådespelaren Esther Williams avled 6 juni, 91 år gammal.

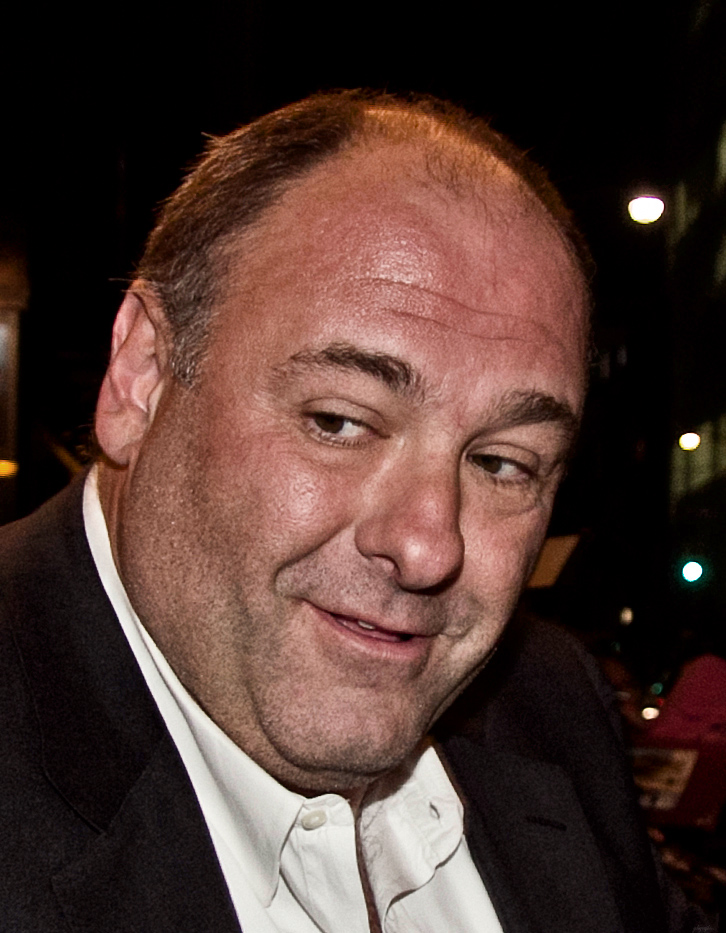
Den amerikanske skådespelaren James Gandolfini avled 19 juni, 51 år gammal.

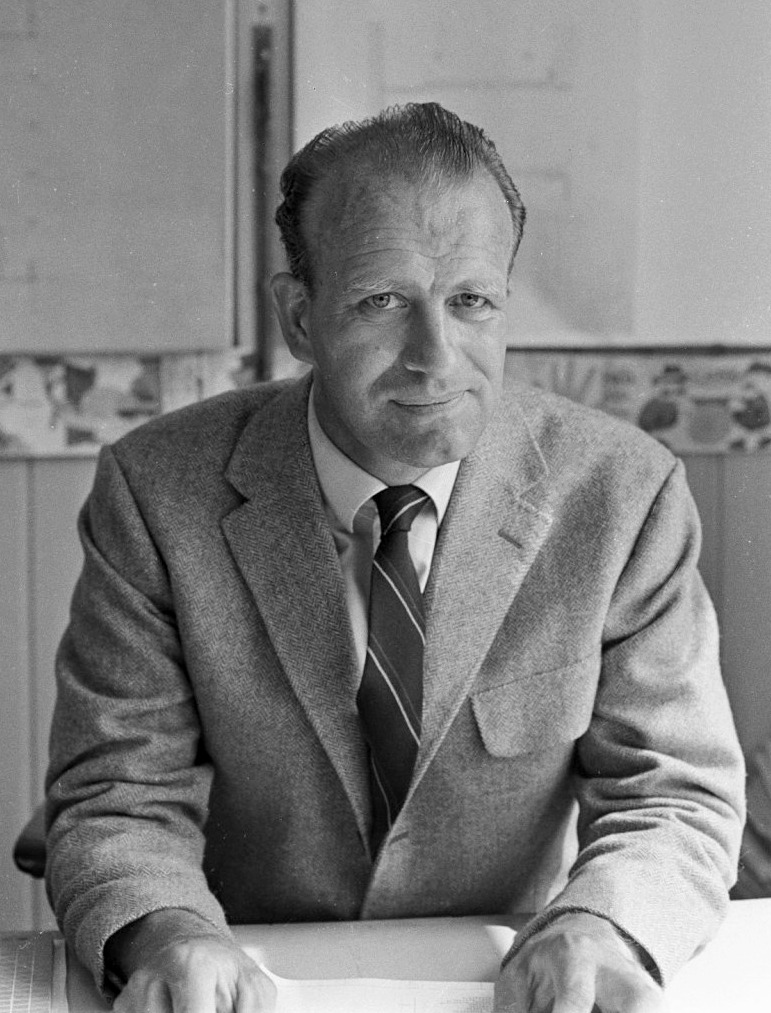
Den danske arkitekten Henning Larsen avled 22 juni, 87 år gammal.

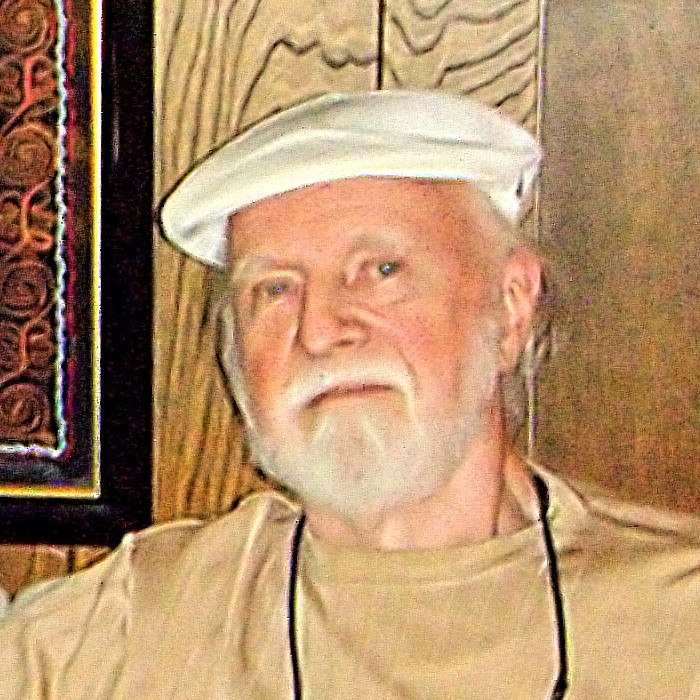
Den amerikanske författaren Richard Matheson avled 23 juni, 87 år gammal.

- 1 juni – Jelena Genčić, 76, serbisk tennis- och handbollsspelare samt tennistränare.[176]
- 3 juni – Frank Lautenberg, 89, amerikansk demokratisk politiker och senator.[177]
- 6 juni – Esther Williams, 91, amerikansk simmare och skådespelare.[178]
- 6 juni – Tom Sharpe, 85, brittisk författare.[179]
- 6 juni – Jerome Karle, 94, amerikansk kemist, nobelpristagare i kemi 1985.[180]
- 7 juni – Richard Ramirez, 53, amerikansk seriemördare och våldtäktsman.[181]
- 7 juni – Pierre Mauroy, 84, fransk politiker, före detta premiärminister.[182]
- 7 juni – Erik Johansson, 98, svensk författare.
- 7 juni – Donna Hartley, 58, brittisk kortdistanslöpare.[183]
- 8 juni – Yoram Kaniuk, 83, israelisk författare och konstnär.[184]
- 8 juni – Paul Cellucci, 65, amerikansk politiker, Massachusetts guvernör 1999–2001.[185]
- 9 juni – Iain Banks, 59, brittisk (skotsk) författare.[186]
- 10 juni – Lars Emilson, 71, svensk företagsledare.[187][188]
- 10 juni – Petrus Kastenman, 88, svensk ryttare och militär, individuell OS-guldmedaljör 1956.
- 11 juni – Robert Fogel, 86, amerikansk ekonomihistoriker, mottagare av Sveriges Riksbanks pris i ekonomisk vetenskap till Alfred Nobels minne 1993.[189]
- 11 juni – Miller Barber, 82, amerikansk golfspelare.[190]
- 12 juni – Jiroemon Kimura, 116, japansk man som vid sin död var världens verifierat äldsta man genom tiderna.[191]
- 14 juni – Gene Mako, 97, amerikansk tennisspelare.
- 15 juni – Kenneth G. Wilson, 77, amerikansk fysiker, nobelpristagare i fysik 1982.[192]
- 15 juni – José Froilán González, 90, argentinsk racerförare.[193]
- 15 juni – Heinz Flohe, 65, tysk fotbollsspelare.[194]
- 16 juni – Ottmar Walter, 89, tysk fotbollsspelare.[195]
- 17 juni – Werner Lang, 91, tysk bilkonstruktör, upphovsman till den östtyska bilen Trabant.[196]
- 17 juni – James Holshouser, 78, amerikansk politiker, North Carolinas guvernör 1973–1977.[197]
- 19 juni – Slim Whitman, 89, amerikansk countrysångare och låtskrivare.[198]
- 19 juni – Gyula Horn, 80, ungersk politiker, premiärminister 1994–1998.
- 19 juni – James Gandolfini, 51, amerikansk skådespelare (Sopranos).[199]
- 19 juni – Vince Flynn, 47, amerikansk författare.[200]
- 19 juni – Michael Baigent, 65, nyzeeländsk författare och spekulativ historiker.
- 20 juni – Ingvar Rydell, 91, svensk fotbollsspelare.[201]
- 22 juni – Allan Simonsen, 34, dansk racerförare.[202]
- 22 juni – Henning Larsen, 87, dansk arkitekt.[203]
- 23 juni – Richard Matheson, 87, amerikansk roman- och manusförfattare.[204]
- 23 juni – Gary David Goldberg, 68, amerikansk film- och TV-regissör, producent och manusförfattare.[205]
- 23 juni – Bobby Bland, 83, amerikansk blues- och soulsångare.[206]
- 24 juni – William Hathaway, 89, amerikansk politiker och kongressledamot.[207]
- 24 juni – Emilio Colombo, 93, italiensk politiker, premiärminister 1970–1972.[208]
- 24 juni – Mick Aston, 66, brittisk arkeolog.[209]
- 26 juni – Anders Burman, 84, svensk skivbolagsdirektör, musikproducent och barnskådespelare.[210]
- 26 juni – Hervé Boussard, 47, fransk tävlingscyklist.[211]
- 27 juni – Alain Mimoun, 92, algerisk-fransk långdistanslöpare, olympisk guldmedaljör.[212]
- 27 juni – James Dee Harmston, 72, amerikansk grundare och ledare av mormonsekten Sanna och Levande Jesu Kristi Kyrka av de Sista Dagarnas Heliga.[213]
- 28 juni – Silvi Vrait, 62, estnisk sångare.[214]
- 30 juni – Ida Fässberg, 23, svenskt mordoffer[215]

## Juli

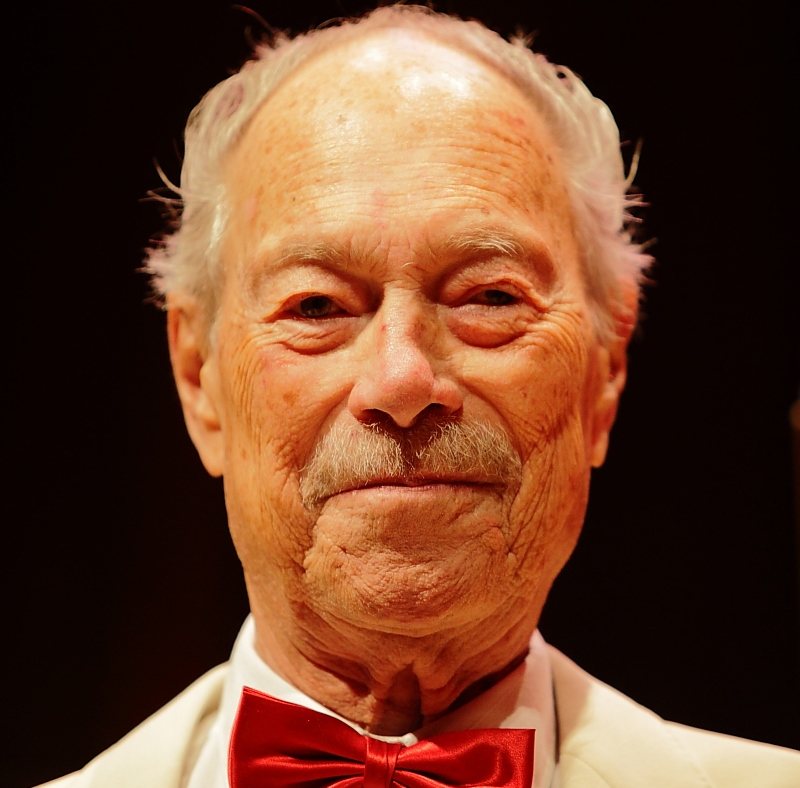
Den svenske musikern Bengt Hallberg avled 2 juli, 80 år gammal.

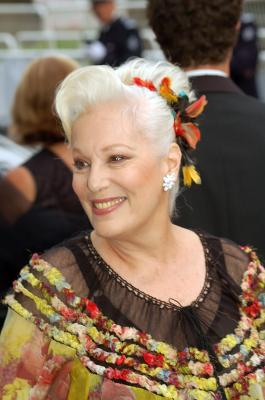
Den franska skådespelaren Bernadette Lafont avled 25 juli, 74 år gammal.

- 1 juli – Victor Engström, 24, svensk bandyspelare.[216]
- 2 juli – Arlan Stangeland, 83, amerikansk politiker, kongressledamot 1977–1991.[217]
- 2 juli – Bengt Hallberg, 80, svensk pianist och kompositör.[218]
- 2 juli – Douglas Engelbart, 88, amerikansk datautvecklare och uppfinnare.[219]
- 3 juli – Matti Kekkonen, 84, finländsk politiker.[220]
- 5 juli – David F. Cargo, 84, amerikansk politiker, New Mexicos guvernör 1967–1971.[221]
- 6 juli – Senji Yamaguchi, 82, japansk överlevande från atombomben över Nagasaki och aktivist mot kärnvapen.[222]
- 6 juli – Inkeri Anttila, 96, finländsk jurist och politiker.[223]
- 8 juli – Carl-Olof Ternryd, 85, svensk generaldirektör och professor.[173]
- 12 juli – Sten A. Olsson, 96, svensk redare, grundare av Stena Line.[224]
- 13 juli – Cory Monteith, 31, kanadensisk skådespelare (Glee).[225]
- 16 juli – Camilla Odhnoff, 85, svenskt f.d. statsråd och landshövding.
- 16 juli – Åke Tidlund, 83, svensk ingenjör.[24]
- 16 juli – Torbjørn Falkanger, 85, norsk backhoppare.[226]
- 16 juli – Todd Bennett, 51, brittisk kortdistanslöpare.[227]
- 19 juli – Mel Smith, 60, brittisk komiker och skådespelare.[228]
- 20 juli – Helen Thomas, 92, amerikansk journalist och långvarig Vita huset-korrespondent.[229]
- 21 juli – Paavo Kortekangas, 82, finländsk biskop.[230]
- 22 juli – Dennis Farina, 69, amerikansk skådespelare.[231]
- 23 juli – Djalma Santos, 84, brasiliansk fotbollsspelare.
- 23 juli – Emile Griffith, 75, amerikansk boxare.[232]
- 25 juli – Hans Tanzler, 86, amerikansk demokratisk politiker.
- 25 juli – Bernadette Lafont, 74, fransk skådespelare.
- 26 juli – J.J. Cale, 74, amerikansk musiker, sångare och låtskrivare.[233]
- 27 juli – Mick Farren, 69, brittisk journalist, författare, sångare och anarkist.[234]
- 27 juli – Lindy Boggs, 97, amerikansk demokratisk politiker och diplomat.[235]
- 28 juli – William Scranton, 96, amerikansk politiker och diplomat, Pennsylvanias guvernör 1963–1967 och FN-ambassadör 1976–1977.[236]
- 28 juli – Eileen Brennan, 80, amerikansk skådespelare (Blåsningen).[237]
- 29 juli – Christian Benítez, 27, ecuadoriansk fotbollsspelare.[238]
- 30 juli – Harry F. Byrd Jr., 98, amerikansk obunden politiker, senator (Virginia) 1965–1983.[239]
- 30 juli – Berthold Beitz, 99, tysk företagsledare.[240]
- 31 juli – Michael Ansara, 91, syriskfödd amerikansk skådespelare (Star Trek).

## Augusti

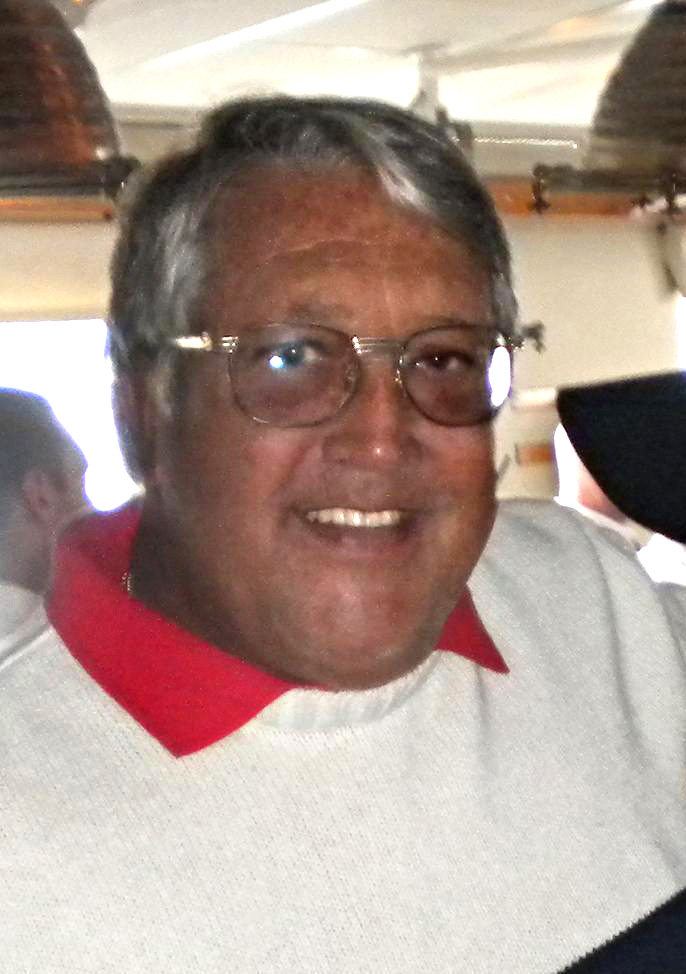
Den svenske radioprataren Kent Finell avled 27 augusti, 69 år gammal.

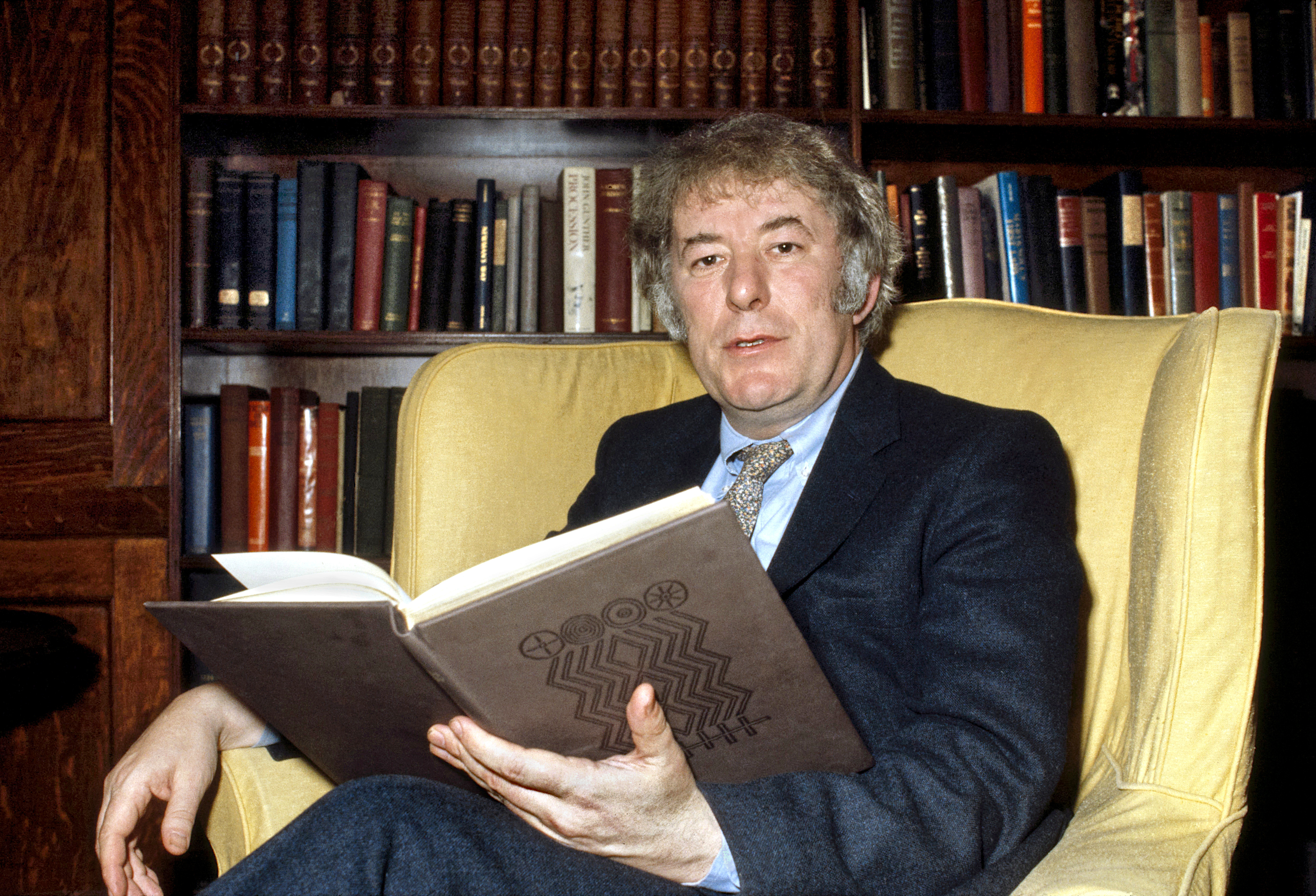
Den irländske författaren och nobelpristagaren Seamus Heaney avled 30 augusti, 74 år gammal.

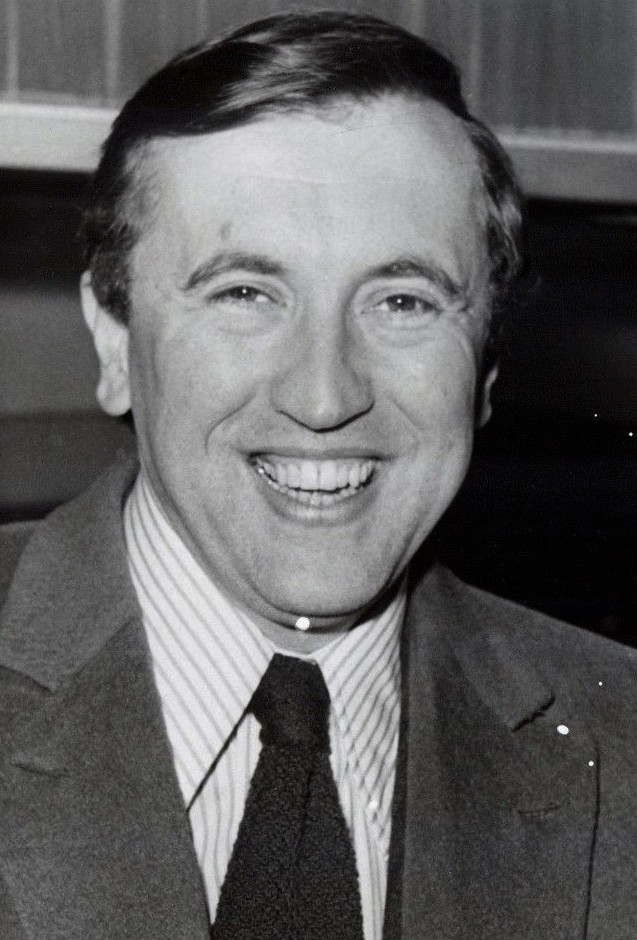
Den brittiske journalisten David Frost avled 31 augusti, 74 år gammal.

- 4 augusti – Renato Ruggiero, 83, italiensk politiker, utrikesminister 2001–2002.[241]
- 4 augusti – Olavi J. Mattila, 94, finländsk politiker, diplomat och företagsledare, utrikesminister 1971–1972 och 1975.[242]
- 5 augusti – George Duke, 67, amerikansk musiker och sångare som samarbetat med bland andra Frank Zappa och Jean-Luc Ponty.[243]
- 5 augusti – Shawn Burr, 47, kanadensisk ishockeyspelare.[244]
- 6 augusti – Stan Lynde, 81, amerikansk serieskapare (Rick O'Shay, Latigo).[245]
- 7 augusti – Anthony Pawson, 60, brittisk-kanadensisk biokemist och molekylärbiolog.[246]
- 8 augusti – Jack Clement, 82, amerikansk sångare, låtskrivare och musikproducent.[247]
- 8 augusti – Karen Black, 74, amerikansk skådespelare (Easy Rider).[248]
- 9 augusti – Vladimir Vikulov, 67, rysk (sovjetisk) ishockeyspelare.[249]
- 9 augusti – Haji, 67, kanadensisk-amerikansk skådespelare (Faster, Pussycat! Kill! Kill!).[250]
- 10 augusti – Allan Sekula, 62, amerikansk konstnär.[251]
- 10 augusti – Eydie Gormé, 84, amerikansk populärsångare.[252]
- 10 augusti – László Csatáry, 98, ungersk dömd nazistisk krigsförbrytare.[253]
- 10 augusti – William P. Clark, 81, amerikansk republikansk politiker och jurist, inrikesminister 1983–1985.[254]
- 12 augusti – Friso av Oranien-Nassau, 44, nederländsk prins.[255]
- 13 augusti – Tompall Glaser, 79, amerikansk countrymusiker och sångare.[256]
- 13 augusti – Lothar Bisky, 71, tysk politiker och europaparlamentariker.[257]
- 14 augusti – Lisa Robin Kelly, 43, amerikansk skådespelare (That '70s Show).[258]
- 15 augusti – August Schellenberg, 77, kanadensisk skådespelare (Rädda Willy).[259]
- 15 augusti – Sławomir Mrożek, 83, polsk dramatiker.[260]
- 15 augusti – Gunilla Lagerbielke, 87, svensk textilkonstnär.[261]
- 17 augusti – Kjell Lund, 86, norsk arkitekt.[262]
- 17 augusti – Jan Ekström, 89, svensk deckarförfattare och reklamman.[263]
- 18 augusti – Rolv Wesenlund, 76, norsk komiker och skådespelare (Fleksnes).[264]
- 18 augusti – Tjostolv Moland, 32, norsk legosoldat och dömd för mord i Kongo-Kinshasa.[265]
- 20 augusti – Ted Post, 95, amerikansk filmregissör (Magnum Force).[266]
- 20 augusti – Elmore Leonard, 87, amerikansk författare.[267]
- 21 augusti – C. Gordon Fullerton, 76, amerikansk astronaut.[268]
- 22 augusti – Keiko Fuji, 62, japansk sångare.[269]
- 24 augusti – Bertil Nordström, 84, svensk militär.[270]
- 24 augusti – Nilton De Sordi, 82, brasiliansk fotbollsspelare.
- 24 augusti – Julie Harris, 87, amerikansk skådespelare (Öster om Eden).[271]
- 25 augusti – Bill Nilsson, 80, svensk motocrossåkare.[272]
- 25 augusti – Gilmar, 83, brasiliansk fotbollsspelare.
- 26 augusti – Wolfgang Herrndorf, 48, tysk författare.[273]
- 26 augusti – John J. Gilligan, 92, amerikansk politiker, Ohios guvernör 1971–1975.[274]
- 27 augusti – Anatolij Onoprijenko, 54, ukrainsk seriemördare.[275]
- 27 augusti – Kent Finell, 69, svensk radioprogramledare (Svensktoppen).[276]
- 30 augusti – Seamus Heaney, 74, irländsk författare, nobelpristagare 1995.[277]
- 31 augusti – David Frost, 74, brittisk journalist och författare.[278]

## September

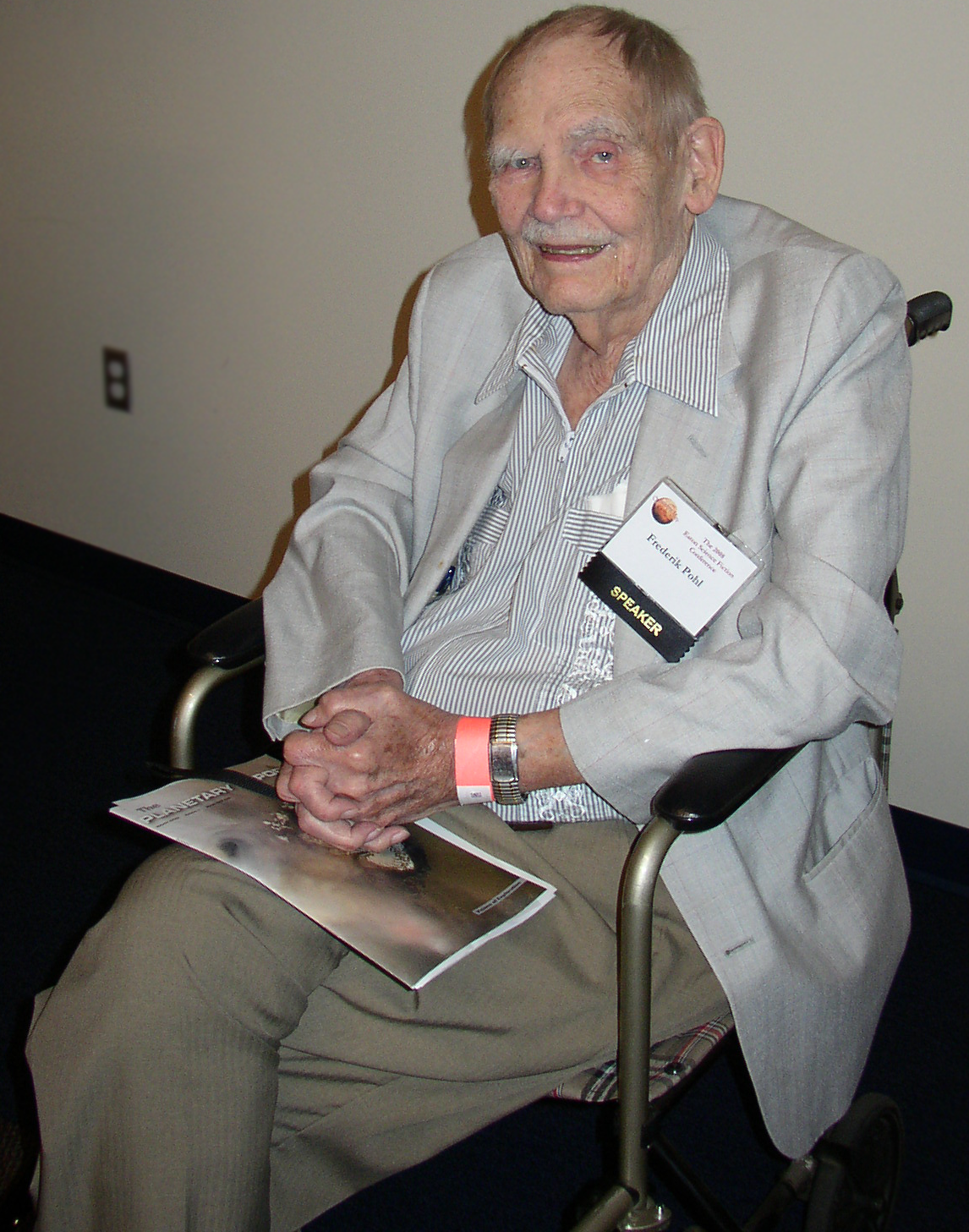
Den amerikanske författaren Frederik Pohl avled 2 september, 93 år gammal.

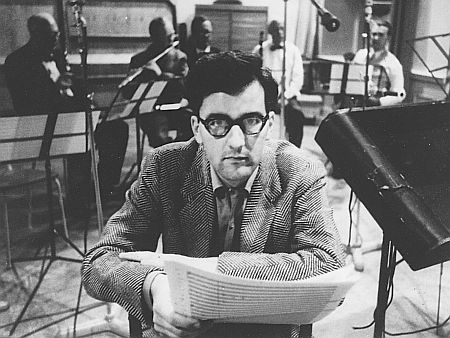
Den svenske kompositören Mats Olsson avled 11 september, 83 år gammal.

- 1 september – Tommy Morrison, 44, amerikansk tungviktsboxare.[279]
- 1 september – Ole Ernst, 73, dansk skådespelare.[280]
- 2 september – Frederik Pohl, 93, amerikansk science fiction-författare.[281]
- 2 september – Ronald Coase, 102, brittisk ekonom, nobelpristagare i ekonomi 1991.[282]
- 3 september – Ariel Castro, 53, amerikansk kidnappare och sexualförbrytare, dömd för kidnappningsfallet i Cleveland 2013.[283]
- 4 september – Lennart Risberg, 78, svensk tungviktsboxare.[284]
- 5 september – Rochus Misch, 96, tysk SS-medlem, siste överlevande från Hitlers bunker.[285]
- 7 september – Albert Bartlett, 90, amerikansk fysiker.[286]
- 10 september – Kjell Sjöberg, 76, svensk backhoppare.[287]
- 11 september – Mats Olsson, 83, svensk kapellmästare och musikarrangör.[288]
- 12 september – Anne-Marie Edéus, 92, svensk översättare. (Dödsannons - Svenska Dagbladet den 28 september 2013, s. 50)
- 12 september – Ray Dolby, 80, amerikansk ingenjör, uppfinnare och audio-entreprenör.[289]
- 13 september – Salustiano Sánchez, 112, spanskfödd amerikan, vid sin död världens äldsta levande man.[290]
- 13 september – Peter Aston, 74, brittisk kompositör och dirigent.[291]
- 14 september – Faith Leech, 72, australisk simmare.[292]
- 15 september – Uno Aldegren, 68, svensk socialdemokratisk politiker.[293]
- 16 september – Jimmy Ponder, 67, amerikansk jazzgitarrist.[294]
- 17 september – Kristian Gidlund, 29, svensk musiker, journalist och bloggare (Sugarplum Fairy).[295]
- 18 september – Marcel Reich-Ranicki, 93, tysk publicist och litteraturkritiker.[296]
- 18 september – Ken Norton, 70, amerikansk tungviktsboxare.
- 18 september – Åke Blomqvist, 87, finländsk dansinstruktör.
- 19 september – Hiroshi Yamauchi, 85, japansk företagsledare (Nintendo).[297]
- 19 september – John David Vanderhoof, 91, amerikansk republikansk politiker, Colorados guvernör 1973–1975.[298]
- 19 september – Robert Barnard, 76, brittisk kriminalförfattare och litteraturprofessor.[299]
- 20 september – Carolyn Cassady, 90, amerikansk beat-författare.[300]
- 21 september – Kofi Awoonor, 78, ghanansk författare, poet, litteraturvetare och diplomat.[301]
- 22 september – Álvaro Mutis, 90, colombiansk författare och poet.[302]
- 22 september – David H. Hubel, 87, kanadensisk neurofysiolog, nobelpristagare i fysiologi eller medicin 1981.[303]
- 23 september – Stanisław Szozda, 62, polsk tävlingscyklist.[304]
- 27 september – Oscar Castro-Neves, 73, brasiliansk musiker och kompositör, ledande namn inom bossa nova.[305]
- 29 september – Sri Satya Narayan Goenka, 89, indisk meditationslärare.[306]

## Oktober

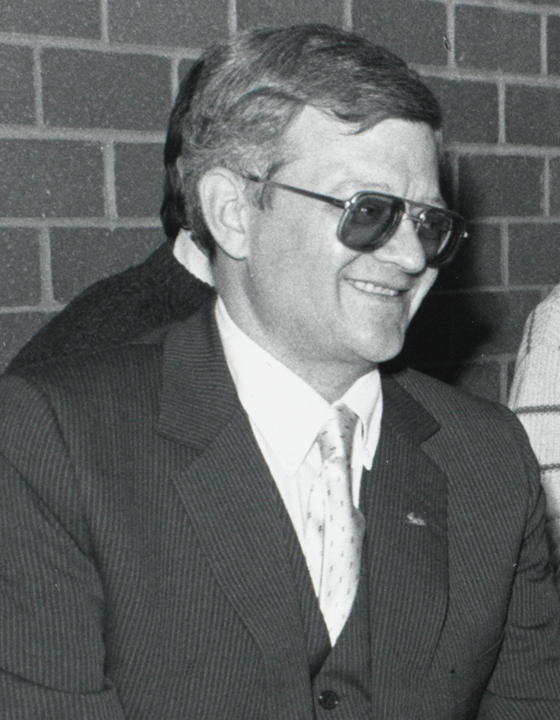
Den amerikanske författaren Tom Clancy avled 1 oktober, 66 år gammal.

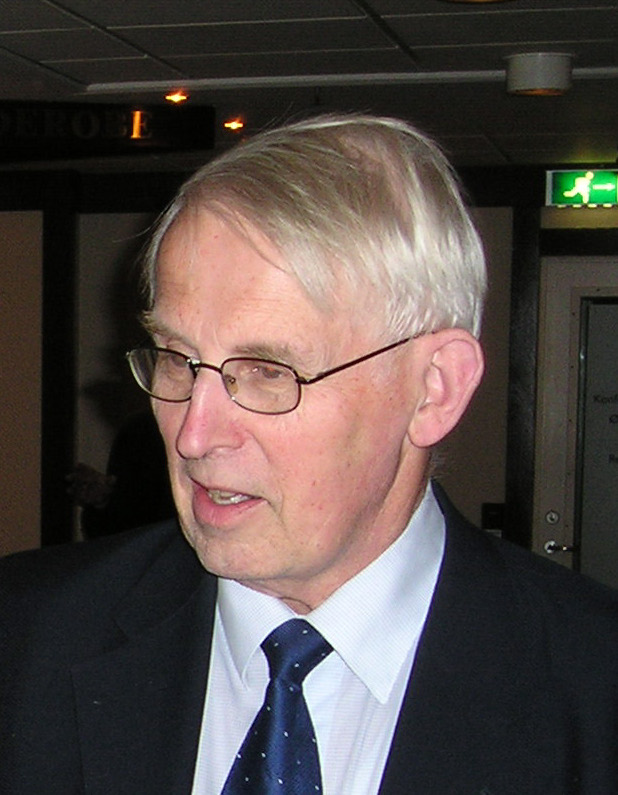
Den norske läkaren och ordförande för Norska Nobelkommittén Ole Danbolt Mjøs avled 1 oktober, 74 år gammal.

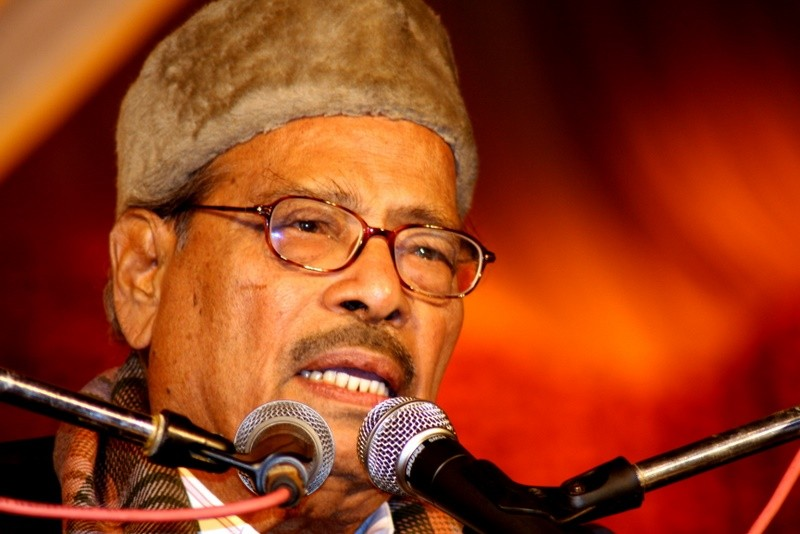
Den indiske sångaren och skådespelaren Manna Dey avled 24 oktober, 94 år gammal.

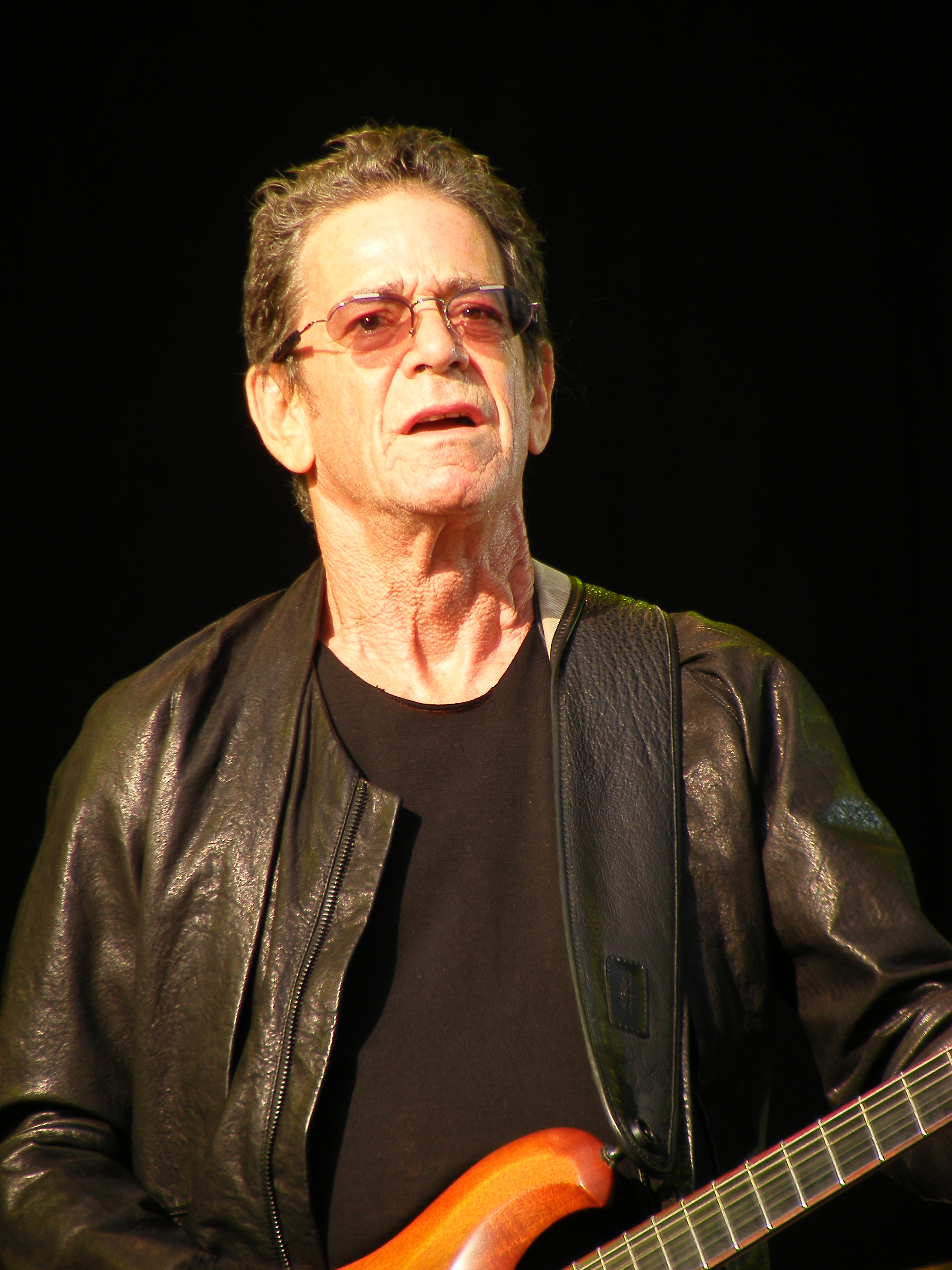
Den amerikanske musikern och sångaren Lou Reed avled 27 oktober, 71 år gammal.

- 1 oktober – Ole Danbolt Mjøs, 74, norsk läkare, ordförande i Norska Nobelkommittén 2003–2008.[307]
- 1 oktober – Tom Clancy, 66, amerikansk thrillerförfattare (Jakten på Röd Oktober, Patrioter).[308]
- 1 oktober – Peter Broadbent, 80, brittisk fotbollsspelare.[309]
- 3 oktober – Chuck Smith, 86, amerikansk pastor, grundare av Calvary Chapel-rörelsen.[310]
- 3 oktober – Jan Ling, 79, svensk musikvetare.[311]
- 3 oktober – Frank D'Rone, 81, amerikansk jazzmusiker.[312]
- 3 oktober – Sergej Belov, 69, rysk (sovjetisk) olympisk basketspelare.[313]
- 4 oktober – Bojan Westin, 87, svensk skådespelare.[314]
- 4 oktober – Vo Nguyen Giap, 102, vietnamesisk revolutionär och general.
- 5 oktober – Carlo Lizzani, 91, italiensk filmregissör.[315]
- 7 oktober – Lars Erik Taxell, 100, finländsk jurist och politiker.[316]
- 7 oktober – David E. Jeremiah, 79, amerikansk amiral, vice försvarschef 1990–1994.[317]
- 7 oktober – Patrice Chéreau, 68, fransk teater-, film- och operaregissör.[318]
- 8 oktober – Rod Grams, 65, amerikansk republikansk politiker och senator.[319]
- 9 oktober – Wilfried Martens, 77, belgisk premiärminister 1979–1981 och 1981–1992.[320]
- 10 oktober – Cal Smith, 81, amerikansk countrymusiker.[321]
- 10 oktober – Jan Kuehnemund, 51, amerikansk rockgitarrist.[322]
- 10 oktober – Scott Carpenter, 88, amerikansk astronaut och testpilot.[323]
- 11 oktober – Erich Priebke, 100, tysk SS-officer och krigsförbrytare.[324]
- 12 oktober – Ulf Linde, 84, svensk konstkritiker, museiman, jazzmusiker, författare och ledamot av Svenska Akademien.[325]
- 12 oktober – Oscar Hijuelos, 62, amerikansk författare (The Mambo Kings).[326]
- 13 oktober – Bert Olls, 90, svensk illustratör och författare.[327]
- 15 oktober – Hans Riegel jr, 90, tysk företagsledare, ägare av Haribo.[328]
- 15 oktober – George Olesen, 88, amerikansk serietecknare (Fantomen).[329]
- 15 oktober – Tommy Andersson, 50, svensk skådespelare.
- 16 oktober – Ed Lauter, 74, amerikansk skådespelare och komiker.[330]
- 18 oktober – Bill Young, 82, amerikansk republikansk politiker och ledamot av representanthuset.[331]
- 18 oktober – Tom Foley, 84, amerikansk demokratisk politiker, talman i representanthuset 1989–1995.[332]
- 19 oktober – Viktor Tsybulenko, 83, ukrainsk (sovjetisk) spjutkastare.[333]
- 19 oktober – Ulf Trotzig, 88, svensk konstnär.[334]
- 19 oktober – Noel Harrison, 79, brittisk sångare, skådespelare och idrottsman; son till Rex Harrison.[335]
- 20 oktober – Joginder Singh, 81, kenyansk rallyförare.[336]
- 20 oktober – Émile Louis, 79, fransk seriemördare och våldtäktsman.[337]
- 20 oktober – Lawrence Klein, 93, amerikansk ekonom, nobelpristagare i ekonomi 1980.[338]
- 21 oktober – Bo Svensson, 76, svensk militär.[173]
- 21 oktober – Jackie Rea, 92, nordirländsk snookerspelare.[339]
- 21 oktober – Rune T. Kidde, 56, dansk författare, serieskapare, historieberättare och musiker.[340]
- 23 oktober – Anthony Caro, 89, brittisk skulptör.[341]
- 23 oktober – Gypie Mayo, 62, brittisk gitarrist.[342]
- 24 oktober – Henry Taylor, 80, brittisk racerförare.[343]
- 24 oktober – Manolo Escobar, 82, spansk sångare och skådespelare.[344]
- 24 oktober – Manna Dey, 94, indisk sångare och skådespelare.[345]
- 24 oktober – Antonia Bird, 54, brittisk film- och tv-regissör.[346]
- 25 oktober – Marcia Wallace, 70, amerikansk skådespelare.[347]
- 25 oktober – Dan Laksov, 73, norsk matematiker.[348]
- 25 oktober – Hertha Hillfon, 92, svensk skulptör och keramiker.[349]
- 27 oktober – Lou Reed, 71, amerikansk rockmusiker.[350]
- 28 oktober – Ike Skelton, 81, amerikansk demokratisk politiker och ledamot av representanthuset.[351]
- 28 oktober – Tadeusz Mazowiecki, 86, polsk politiker och författare, premiärminister 1989–1991.[352]
- 30 oktober – Frank Wess, 91, amerikansk jazzmusiker.[353]
- 30 oktober – Anca Petrescu, 64, rumänsk arkitekt och politiker.[354]
- 31 oktober – Johnny Kucks, 80, amerikansk basebollspelare.[355]
- 31 oktober – Gunnar Cyrén, 82, svensk silversmed och glaskonstnär.[356]

## November

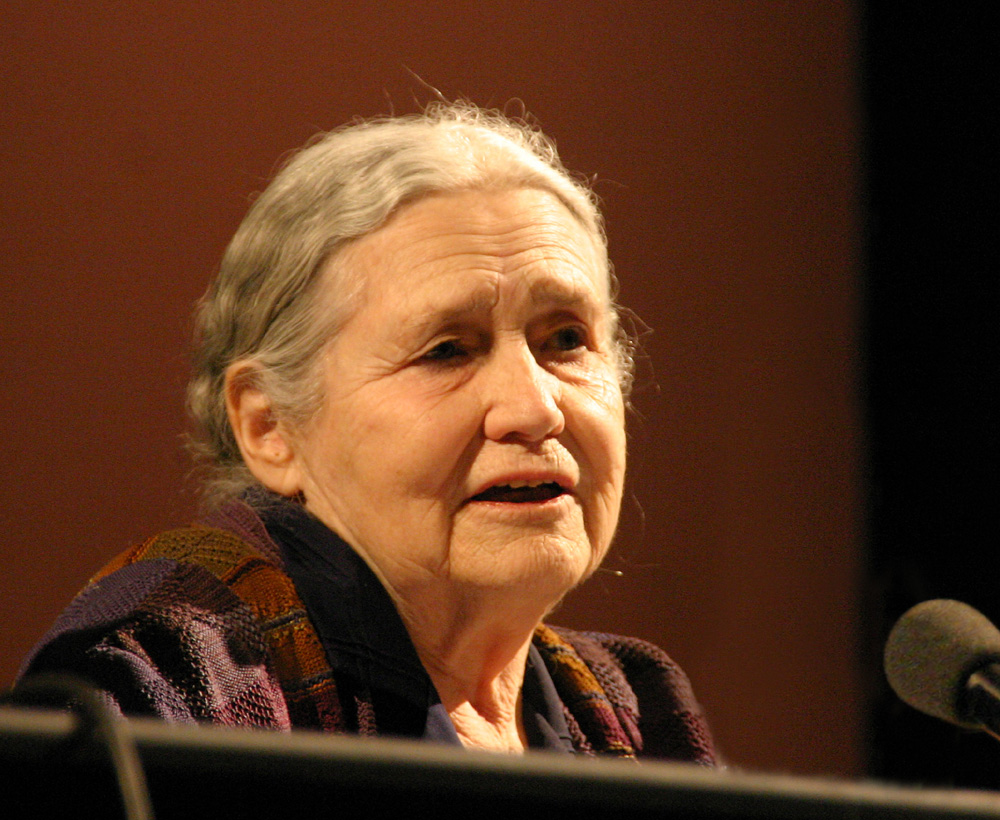
Den brittiska författaren och nobelpristagaren Doris Lessing avled 17 november, 94 år gammal.

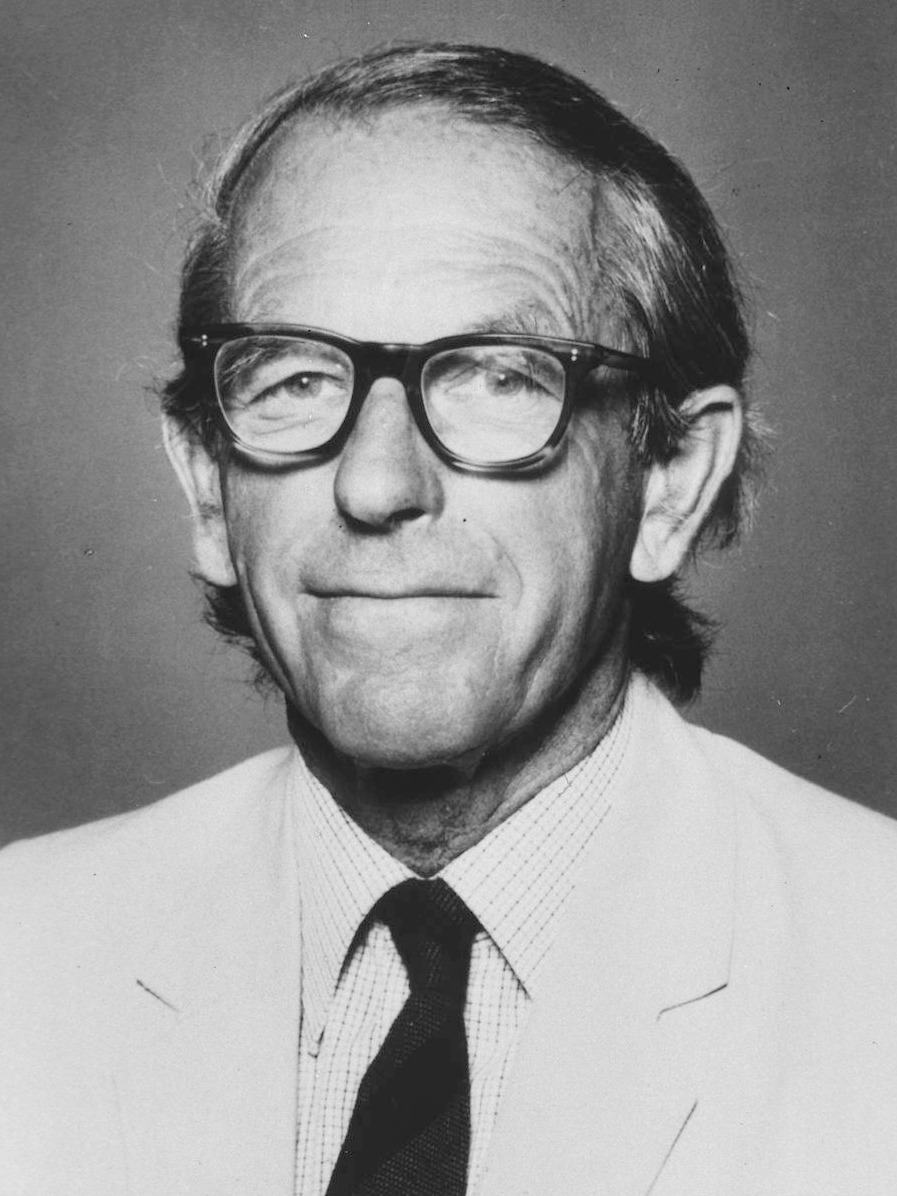
Den brittiske biokemisten Frederick Sanger avled 19 november, 95 år gammal.

- 1 november – Hakimullah Mehsud, omkring 34, pakistansk ledare för Tehreek-e-Taliban och den pakistanska grenen av talibanrörelsen.[357]
- 1 november – John Y. McCollister, 92, amerikansk republikansk politiker.[358]
- 3 november – Agim Zajmi, 76, albansk målare.[359]
- 3 november – William J. Coyne, 77, amerikansk demokratisk politiker och ledamot av representanthuset.[360]
- 3 november – Nick Cardy, 93, amerikansk serietecknare.[361]
- 4 november – Georg Fors, 88, svensk entreprenör och författare.[362]
- 7 november – Manfred Rommel, 84, tysk politiker och borgmästare, son till Erwin Rommel.[363]
- 9 november – Dennis Livson, 66, finländsk barnfilmsproducent, grundare av Muminvärlden.[364]
- 10 november – Vijaydan Detha, 87, indisk författare.[365]
- 11 november – Shirley Mitchell, 94, amerikansk skådespelare.[366]
- 11 november – Eddie McGrady, 78, nordirländsk politiker och parlamentsledamot.[367]
- 11 november – Stein Grieg Halvorsen, 104, norsk skådespelare.[368]
- 12 november – John Tavener, 69, brittisk tonsättare.[369]
- 13 november – Al Ruscio, 89, amerikansk skådespelare.[370]
- 15 november – Mickey Knox, 91, amerikansk skådespelare.[371]
- 15 november – Glafkos Klerides, 94, cypriotisk politiker, president 1974 och 1993–2003.[372]
- 16 november – Gunila Ambjörnsson, 75, svensk författare, dramatiker och regissör.[373]
- 17 november – Doris Lessing, 94, brittisk författare, mottagare av Nobelpriset i litteratur 2007.[374]
- 19 november – Frederick Sanger, 95, brittisk biokemist, nobelpristagare i kemi 1958 och 1980.[375]
- 20 november – Curt Helmfrid, 97, svensk militär.[24]
- 20 november – Sylvia Browne, 77, amerikansk författare och påstått medium.[376]
- 21 november – Fred Kavli, 86, norsk-amerikansk fysiker, uppfinnare, affärsman och filantrop.[377]
- 24 november – Jean King, 87, amerikansk demokratisk politiker, Hawaiis viceguvernör 1978–1982.[378]
- 24 november – Arnaud Coyot, 33, fransk tävlingscyklist.[379]
- 24 november – Amedeo Amadei, 92, italiensk fotbollsspelare.[380]
- 25 november – Sarah Teelow, 21, australisk världsmästare i vattenskidor.[381]
- 25 november – Al Plastino, 91, amerikansk serietecknare (Stålmannen).[382]
- 25 november – Chico Hamilton, 92, amerikansk jazztrummis.[383]
- 25 november – Bill Foulkes, 81, brittisk (engelsk) fotbollsspelare och tränare.[384]
- 27 november – Nílton Santos, 88, brasiliansk fotbollsspelare.[385]
- 28 november – Danny Wells, 72, kanadensisk skådespelare.[386]
- 29 november – Oliver Cheatham, 65, amerikansk R&B-sångare.[387]
- 30 november – Paul Walker, 40, amerikansk skådespelare (The Fast and the Furious).[388]
- 30 november – Doriano Romboni, 44, italiensk roadracingförare.[389]
- 30 november – Jean Kent, 92, brittisk skådespelare.[390]
- 30 november – Paul Crouch, 79, amerikansk tv-predikant.[391]

## December

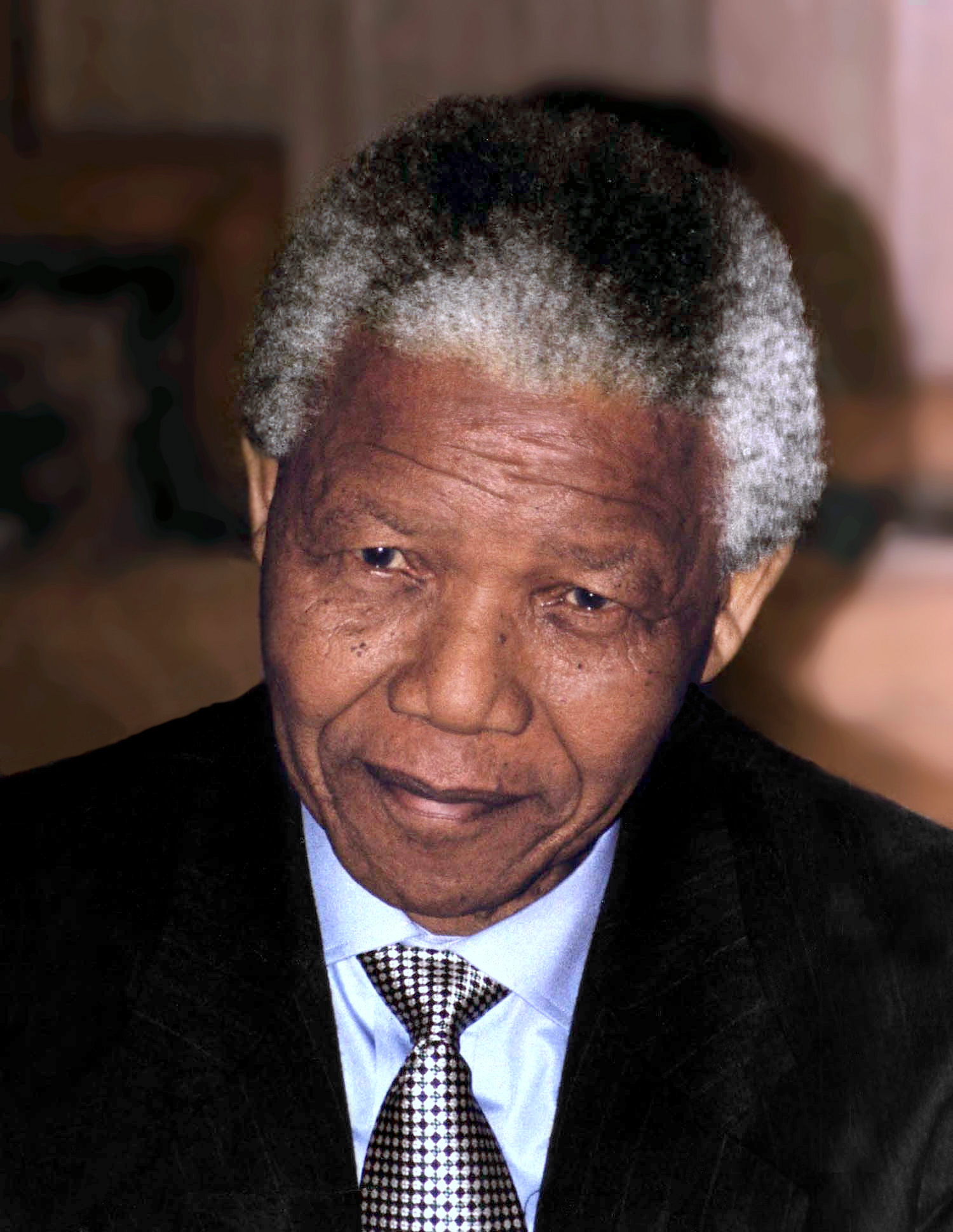
Den sydafrikanske presidenten och fredspristagaren Nelson Mandela avled 5 december, 95 år gammal.

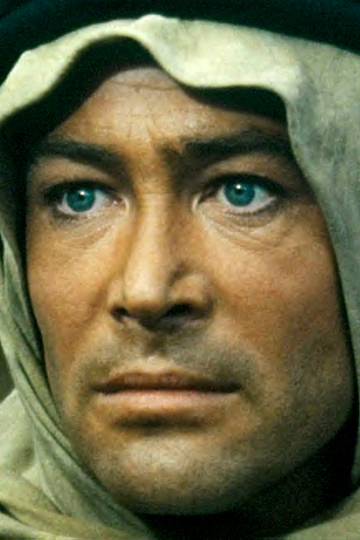
Den brittiske skådespelaren Peter O'Toole avled 14 december, 81 år gammal.

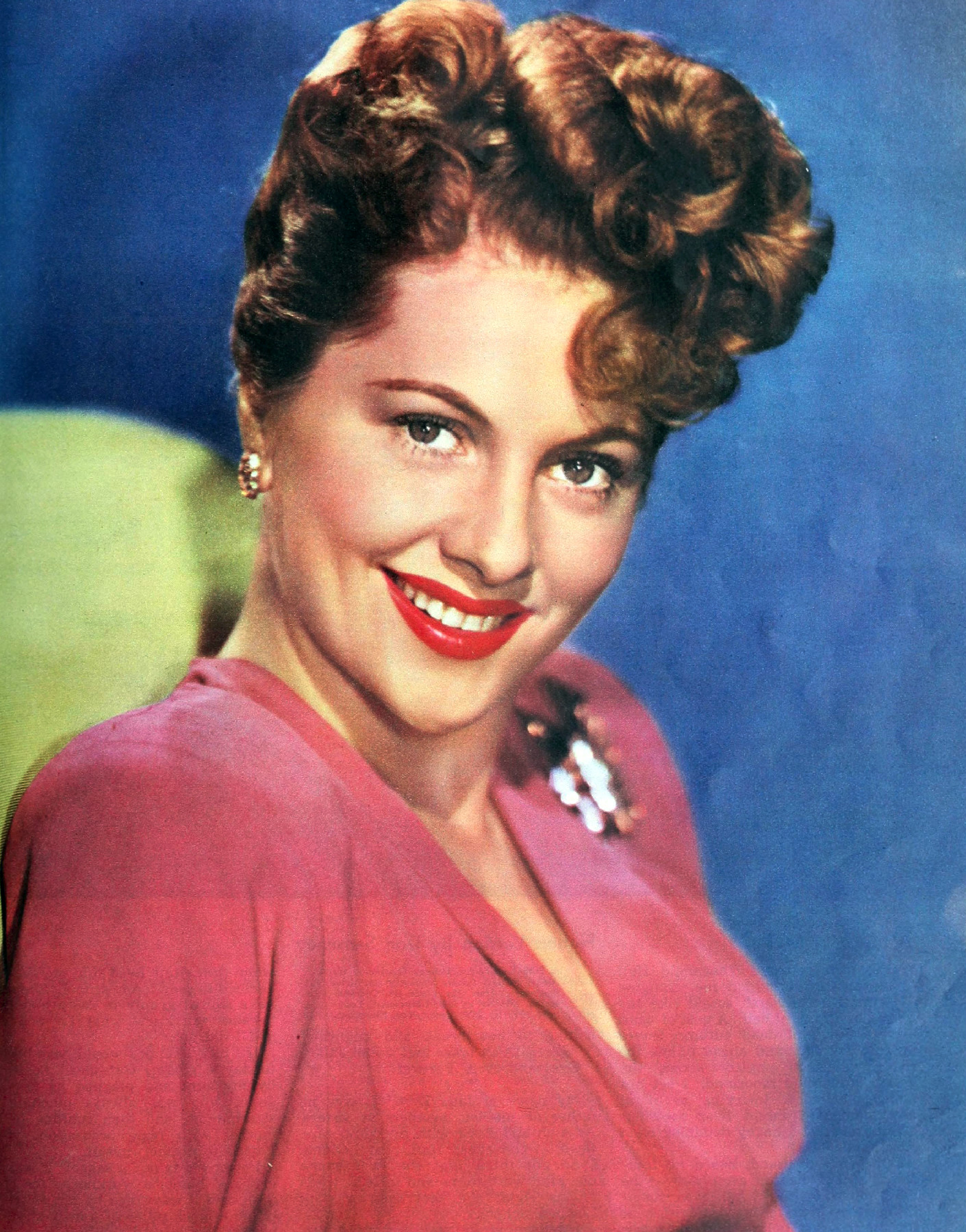
Den amerikanska skådespelaren Joan Fontaine avled 15 december, 96 år gammal.

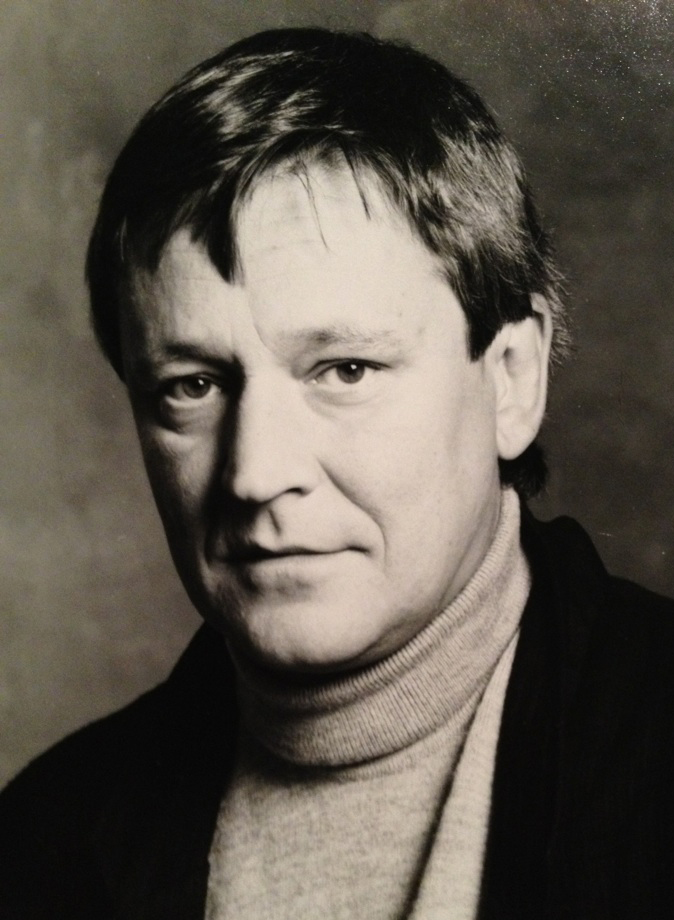
Den svenske musikern Björn J:son Lindh avled 21 december, 69 år gammal.

- 1 december – T.R. Fehrenbach, 88, amerikansk historiker och författare.[392]
- 1 december – Heinrich Boere, 92, tysk-holländsk SS-medlem och dömd krigsförbrytare.[393]
- 2 december – Pedro Rocha, 70, uruguayansk fotbollsspelare.[394]
- 2 december – Junior Murvin, 64, jamaicansk musiker och reggaesångare.[395]
- 2 december – William Allain, 85, amerikansk demokratisk politiker, Mississippis guvernör 1984–1988.[396]
- 5 december – Colin Wilson, 82, brittisk författare.[397]
- 5 december – Andy Pierce (artistnamn för Andreas Persson), 45, svensk sångare i Nasty Idols.[398]
- 5 december – Nelson Mandela, 95, sydafrikansk advokat, politiker och statsman, Sydafrikas president 1994–1999.[399]
- 5 december – Barry Jackson, 75, brittisk skådespelare (Morden i Midsomer).[400]
- 6 december – Tom Krause, 79, finländsk operasångare.[401]
- 7 december – Eero Kolehmainen, 95, finländsk längdskidåkare.[402]
- 7 december – Nadezjda Ilina, 64, rysk (sovjetisk) friidrottare, mor till Nadia Petrova.[403]
- 7 december – Édouard Molinaro, 85, fransk filmregissör[404]
- 8 december – John Cornforth, 96, australisk kemist, nobelpristagare i kemi 1975.[405]
- 9 december – Eleanor Parker, 91, amerikansk skådespelare.[406]
- 10 december – Jim Hall, 83, amerikansk jazzgitarrist.[407]
- 11 december – Regina Derieva, 64, rysk poet, essäist och översättare.[408]
- 11 december – Barbara Branden, 84, kanadensisk-amerikansk författare, redaktör och föreläsare.[409]
- 12 december – Jang Song-thaek, 67, nordkoreansk politiker, vice ordförande i nationella försvarskommissionen 2010–2013.[410]
- 13 december – Rune Öfwerman, 80, svensk jazzmusiker.[411]
- 14 december – Bengt Wimnell, 83, svensk militär.[173]
- 14 december – Peter O'Toole, 81, irländsk-brittisk skådespelare.[412]
- 14 december – Sven-Gösta Jonsson, 74, svensk-samisk sångare (Den rockande samen).[413]
- 14 december – Janet Dailey, 69, amerikansk kärleksromanförfattare.[414]
- 14 december – Nils Stödberg, 94, svensk konstnär och illustratör. (Hans dödsannons publicerades i Dagens Nyheter den 3 januari 2014, s. 22)
- 15 december – Sis Ram Ola, 86, indisk politiker, arbetsmarknadsminister sedan 2013.[415]
- 15 december – Joan Fontaine, 96, amerikansk skådespelare.[416]
- 15 december – Harold Camping, 92, amerikansk evangelist och domedagsförkunnare.[417]
- 18 december – Eyad el-Sarraj, 69, palestinsk psykiater och freds- och människorättsaktivist.[418]
- 18 december – Ronnie Biggs, 84, brittisk brottsling.[419]
- 19 december – Herb Geller, 85, amerikansk jazzsaxofonist.[420]
- 20 december – David Richards, 57, brittisk musikproducent.[421]
- 20 december – Pjotr Bolotnikov, 83, rysk (sovjetisk) friidrottare.[422]
- 21 december – Peter Geach, 97, brittisk filosof.[423]
- 21 december – Björn J:son Lindh, 69, svensk musiker och kompositör.[424]
- 21 december – John Eisenhower, 91, amerikansk brigadgeneral, diplomat och historiker, son till Dwight D. Eisenhower.[425]
- 21 december – Lars Edlund, 91, svensk tonsättare, musiker och musikpedagog.[426]
- 22 december – Trigger Alpert, 97, amerikansk jazzbasist (Glenn Miller Orchestra).[427]
- 23 december – Yusef Lateef, 93, amerikansk jazzsaxofonist.[428]
- 23 december – Michail Kalasjnikov, 94, rysk vapeningenjör, känd för att ha konstruerat AK-47.[429]
- 24 december – Gunnar Ericsson, 94, svensk företagsledare, idrottsledare och politiker.[430]
- 26 december – Marta Eggerth, 101, ungersk operettsångare och skådespelare.[431]
- 27 december – Åke Nordin, 77, svensk företagsledare, grundare av Fjällräven.
- 28 december – Halton Arp, 86, amerikansk astronom.[432]
- 28 december – Margrit Kennedy, 74, tysk arkitekt, penningreformist och debattör.[433]
- 29 december – Besik Kuduchov, 27, rysk olympisk brottare.[434]
- 29 december – Wojciech Kilar, 81, polsk kompositör av klassisk musik och filmmusik.[435]
- 30 december – Eero Mäntyranta, 76, finländsk längdskidåkare.
- 31 december – James Avery, 68, amerikansk skådespelare.[436]
- 31 december – Sigrid Kahle, 85, svensk författare och journalist.[437]